# Список глав манги «Блич»
Манга «Блич», созданная Тайто Кубо, еженедельно выходит в японском журнале Shonen Jump. По сюжету пятнадцатилетний школьник Ичиго Куросаки случайно получает сверхъестественные силы синигами, «проводников душ», и, наделённый этими способностями, вынужден сражаться со злыми духами, защищать людей и отправлять души умерших в загробный мир. С 2001 года в Японии появилось более шестисот глав этой манги. В большинстве своём они имеют английское название, под которым подписано чтение катаканой, японской азбукой. Некоторые главы имеют «отрицательные» номера, то есть их порядковый номер сопровождается знаком «минус» (например, −17). Отрицательные числа значат, что события происходят до начала основной сюжетной линии, далеко в прошлом.
Примерно раз в два месяца издательство Shueisha объединяет главы в тома («танкобоны») и публикует в виде отдельных книг. К концу 2016 года изданы все 74 тома. Каждый японский танкобон предваряется короткой фразой или небольшим лирическим стихотворением, которые Тайто Кубо пишет сам: «Когда на меня находит вдохновение, я записываю эти строки, а потом выбираю нужные для сцены, над которой работаю в данный момент».
Лицензией на мангу в США владеет компания Viz Media, которая завершила перевод манги. Множество любительских команд, как русских, так и зарубежных, переводят «Блич» неофициально. В России манга была лицензирована в 2008 году: «Эксмо» и компания «Комикс-Арт» официально заявили о приобретении прав на публикацию. Выход первого тома (под лейблом «Эксмо») состоялся в 9 декабря 2008 года. В течение 2008—2012 года было выпущено 12 томов. 6 марта 2012 года было объявлено о прекращении сотрудничества издательств «Комикс-Арт» и «Эксмо». В декабре 2013 года издательство «Эксмо» объявило о прекращении выпуска и разрыве контракта с японскими правообладателями.

## Список глав

### Тома 1—10
| № | В Японии | В Японии | В России | В России |
| № | Дата публикации | ISBN | Дата публикации                                                                                              | ISBN |
| --- | --- | --- | --- | --- |
| 1 | 5 января 2002 г. | ISBN 978-4-08-873213-8 | 9 декабря 2008 г.                                                                                            | ISBN 978-5-699-31777-6                                                                                       |
| - 001. Смерть и клубника (англ. Death & Strawberry) - 002. Начало (англ. Starter) - 003. Удар в голову (англ. Headhittin') - 004. ПОЧЕМУ ТЫ ЭТО ЕШЬ? (англ. WHY DO YOU EAT IT?) - 005. Байнда — блайнда (англ. Binda•blinda) - 006. Микротрещина. (англ. microcrack.) - 007. Розовощёкий попугай (англ. The Pink Cheeked Parakeet) | - 001. Смерть и клубника (англ. Death & Strawberry) - 002. Начало (англ. Starter) - 003. Удар в голову (англ. Headhittin') - 004. ПОЧЕМУ ТЫ ЭТО ЕШЬ? (англ. WHY DO YOU EAT IT?) - 005. Байнда — блайнда (англ. Binda•blinda) - 006. Микротрещина. (англ. microcrack.) - 007. Розовощёкий попугай (англ. The Pink Cheeked Parakeet) | - 001. Смерть и клубника (англ. Death & Strawberry) - 002. Начало (англ. Starter) - 003. Удар в голову (англ. Headhittin') - 004. ПОЧЕМУ ТЫ ЭТО ЕШЬ? (англ. WHY DO YOU EAT IT?) - 005. Байнда — блайнда (англ. Binda•blinda) - 006. Микротрещина. (англ. microcrack.) - 007. Розовощёкий попугай (англ. The Pink Cheeked Parakeet) | Название тома - СМЕРТЬ И КЛУБНИКА Персонаж на обложке - Ичиго Куросаки                                       | Название тома - СМЕРТЬ И КЛУБНИКА Персонаж на обложке - Ичиго Куросаки                                       |
| Школьник Ичиго Куросаки, который может видеть призраков, встречается с «проводником душ» Рукией Кучики. Рукия патрулирует город Ичиго Куросаки и защищает жителей от злых духов — «пустых», пожирающих человеческие души. В поисках пустого она и приходит в дом главного героя. Внезапно туда же вторгается пустой и атакует семью Ичиго. Рукия получает серьёзное ранение в битве; ей не остаётся ничего другого, как передать Ичиго свои сверхъестественные силы проводника душ, чтобы тот мог сражаться. Герой поглощает силы Рукии и побеждает пустого с помощью новообретённого меча — дзанпакто. На следующее утро Рукия появляется в школе Ичиго под видом обычной ученицы и просит помочь с выполнением обязанностей проводников душ, пока её собственные силы не восстановятся. Благодаря полученным способностям Ичиго узнаёт, что его одноклассницу Орихимэ Иноуэ преследует дух умершего брата, который стал пустым. Ичиго побеждает чудовище. Вскоре другой его одноклассник попадает в беду — Чад подбирает клетку с попугаем, в чьём теле заперта душа маленького мальчика. За этой душой охотится пустой, поэтому, защищая клетку, Чад находится в большой опасности. | | | | |
| 2 | 4 марта 2002 г. | ISBN 978-4-08-873237-4 | 29 января 2009 г.                                                                                            | ISBN 978-5-699-32906-9                                                                                       |
| - 008. Беготня за Чадом (англ. Chase Chad Around) - 009. Новенькая и чудовище-1 [Поверженный] (англ. Monster and a Transfer [Struck Down]) - 010. Новенькая и чудовище-2 [Ягода смерти] (англ. Monster and a Transfer pt.2 [The Deathberry]) - 011. Прошлое. [Бомба-пиявка, или Мама] (англ. Back. [Leachbomb or Mom]) - 012. Последние врата (англ. The Gate of The End) - 013. ПЛОХОЙ СТАНДАРТ (англ. BAD STANDARD) - 014. Школьный переполох!!! (англ. School Daze!!!) - 015. Неуправляемая марионетка (англ. Jumpin' Jack' Jolted) - 016. Так брак или как? (англ. Wasted but Wanted) | - 008. Беготня за Чадом (англ. Chase Chad Around) - 009. Новенькая и чудовище-1 [Поверженный] (англ. Monster and a Transfer [Struck Down]) - 010. Новенькая и чудовище-2 [Ягода смерти] (англ. Monster and a Transfer pt.2 [The Deathberry]) - 011. Прошлое. [Бомба-пиявка, или Мама] (англ. Back. [Leachbomb or Mom]) - 012. Последние врата (англ. The Gate of The End) - 013. ПЛОХОЙ СТАНДАРТ (англ. BAD STANDARD) - 014. Школьный переполох!!! (англ. School Daze!!!) - 015. Неуправляемая марионетка (англ. Jumpin' Jack' Jolted) - 016. Так брак или как? (англ. Wasted but Wanted) | - 008. Беготня за Чадом (англ. Chase Chad Around) - 009. Новенькая и чудовище-1 [Поверженный] (англ. Monster and a Transfer [Struck Down]) - 010. Новенькая и чудовище-2 [Ягода смерти] (англ. Monster and a Transfer pt.2 [The Deathberry]) - 011. Прошлое. [Бомба-пиявка, или Мама] (англ. Back. [Leachbomb or Mom]) - 012. Последние врата (англ. The Gate of The End) - 013. ПЛОХОЙ СТАНДАРТ (англ. BAD STANDARD) - 014. Школьный переполох!!! (англ. School Daze!!!) - 015. Неуправляемая марионетка (англ. Jumpin' Jack' Jolted) - 016. Так брак или как? (англ. Wasted but Wanted) | Название тома - ПРОЩАЙ, ПОПУГАЙ. СПОКОЙНОЙ НОЧИ, СЕСТРИЧКА. Персонаж на обложке - Рукия Кучики               | Название тома - ПРОЩАЙ, ПОПУГАЙ. СПОКОЙНОЙ НОЧИ, СЕСТРИЧКА. Персонаж на обложке - Рукия Кучики               |
| Чада атакует пустой, убивший мать мальчика, а душу самого ребёнка заточивший в тело попугая. Ичиго убивает пустого и отправляет мальчика в Сообщество Душ. Чтобы главный герой мог становиться проводником душ, когда Рукии нет поблизости, она покупает таблетки искусственной души (яп. 義魂丸 гиконган). Они позволяют искусственной душе манипулировать телом Ичиго, пока тот находится в форме проводника душ. Однако в магазине Рукии случайно продали не тот товар — она получила таблетку со специально созданной боевой душой (так называемой «модифицированной душой»), которая была спроектирована в Сообществе для борьбы с пустыми. Позднее проект был закрыт, а все образцы уничтожены, но этому удалось скрыться. Модифицированная душа захватывает тело Ичиго и бегает по городу, наслаждаясь свободой, пока не подвергается нападению пустого. Ичиго спасает душу, а Кискэ Урахара, владелец магазина, продавший бракованный товар, возвращает её назад в состояние таблетки. | | | | |
| 3 | 4 июня 2002 г. | ISBN 978-4-08-873275-6 | 14 мая 2009 г.                                                                                               | ISBN 978-5-699-35269-2                                                                                       |
| - 017. 17/6 - 018. 17/6 Часть 2 "Не могу улыбаться, не вини меня" (англ. 17/6 op.2"Can’t Smile Don’t Blame") - 019. 17/6 Часть 3 "Воспоминания под дождём" (англ. 17/6 op.3"memories in the rain") - 020. 17/6 Часть 4 "Снова лицом к лицу" (англ. 17/6 op.4"face again") - 021. 17/6 Часть 5 "Парень сражается" (яп. 17/6 op.5"戦う少年") - 022. 17/6 Часть 6 "Битва на кладбище" (англ. 17/6 op.6"BATTLE ON GRAVEYARD") - 023. 17/6 Часть 7 "Острое желание, тупой клинок" (яп. 17/6 op.7"意志は鋭し、刃は鈍し") - 024. 17/6 Часть 8 "Эти невзаимные симпатии" (англ. 17/6 op.8"All One Way Sympathies") - 025. 17/6 Часть 9 "Сигарный Блюз Микс" (яп. 17/6 op.9"戦う少年2 [The Cigar Blues Mix]") | - 017. 17/6 - 018. 17/6 Часть 2 "Не могу улыбаться, не вини меня" (англ. 17/6 op.2"Can’t Smile Don’t Blame") - 019. 17/6 Часть 3 "Воспоминания под дождём" (англ. 17/6 op.3"memories in the rain") - 020. 17/6 Часть 4 "Снова лицом к лицу" (англ. 17/6 op.4"face again") - 021. 17/6 Часть 5 "Парень сражается" (яп. 17/6 op.5"戦う少年") - 022. 17/6 Часть 6 "Битва на кладбище" (англ. 17/6 op.6"BATTLE ON GRAVEYARD") - 023. 17/6 Часть 7 "Острое желание, тупой клинок" (яп. 17/6 op.7"意志は鋭し、刃は鈍し") - 024. 17/6 Часть 8 "Эти невзаимные симпатии" (англ. 17/6 op.8"All One Way Sympathies") - 025. 17/6 Часть 9 "Сигарный Блюз Микс" (яп. 17/6 op.9"戦う少年2 [The Cigar Blues Mix]") | - 017. 17/6 - 018. 17/6 Часть 2 "Не могу улыбаться, не вини меня" (англ. 17/6 op.2"Can’t Smile Don’t Blame") - 019. 17/6 Часть 3 "Воспоминания под дождём" (англ. 17/6 op.3"memories in the rain") - 020. 17/6 Часть 4 "Снова лицом к лицу" (англ. 17/6 op.4"face again") - 021. 17/6 Часть 5 "Парень сражается" (яп. 17/6 op.5"戦う少年") - 022. 17/6 Часть 6 "Битва на кладбище" (англ. 17/6 op.6"BATTLE ON GRAVEYARD") - 023. 17/6 Часть 7 "Острое желание, тупой клинок" (яп. 17/6 op.7"意志は鋭し、刃は鈍し") - 024. 17/6 Часть 8 "Эти невзаимные симпатии" (англ. 17/6 op.8"All One Way Sympathies") - 025. 17/6 Часть 9 "Сигарный Блюз Микс" (яп. 17/6 op.9"戦う少年2 [The Cigar Blues Mix]") | Название тома - воспоминания под дождём Персонаж на обложке - Орихимэ Иноуэ                                  | Название тома - воспоминания под дождём Персонаж на обложке - Орихимэ Иноуэ                                  |
| Искусственная душа, которой Ичиго дал имя Кон, помещена в плюшевого льва. Ичиго держит его у себя в комнате. Ичиго и его семья посещают могилу его матери в годовщину её смерти. Когда Ичиго рассказывает Рукии о смерти его матери, Рукия начинает подозревать, что она (мать) в действительности была убита пустым. У могилы на младших сестёр Ичиго — Карин и Юдзу — нападает пустой по имени Великий Удильщик. Когда Ичиго спасает своих сестёр, он узнаёт, что Великий Удильщик является пустым, убившим их мать. Пустой пытается использовать образ матери Ичиго, чтобы его отвлечь, но тот преодолевает это и продолжает атаковать. Пустой сбегает. После выздоровления от полученных ранений Ичиго просит Рукию разрешить ему продолжать выполнять обязанности проводника душ, чтобы защищать других. | | | | |
| 4 | 4 сентября 2002 г. | ISBN 978-4-08-873310-4 | 28 сентября 2009 г.                                                                                          | ISBN 978-5-699-37736-7                                                                                       |
| - 026. Рая нет (англ. Paradise Is Nowhere) - 027. Духи не всегда С НАМИ (англ. Spirits Ain’t Always WITH US) - 028. Симптом синестезии (англ. Symptom of Synesthesia) - 029. Остановите этого идиота! (англ. Stop that stupid!!) - 030. Второй контакт (это было за пределами нашего понимания) (англ. Second Contact(it was outside the scope of our understanding)) - 031. ГЕРОИ МОГУТ СПАСТИ ТЕБЯ (англ. HEROES CAN SAVE YOU) - 032. Герой всегда со мной? (англ. Hero is Always With Me?) - 033. КРУТОЕ БУДУЩЕЕ 7 (англ. ROCKIN’ FUTURE 7) - 034. Лучник квинси ненавидит тебя (англ. Quincy Archer Hates You) | - 026. Рая нет (англ. Paradise Is Nowhere) - 027. Духи не всегда С НАМИ (англ. Spirits Ain’t Always WITH US) - 028. Симптом синестезии (англ. Symptom of Synesthesia) - 029. Остановите этого идиота! (англ. Stop that stupid!!) - 030. Второй контакт (это было за пределами нашего понимания) (англ. Second Contact(it was outside the scope of our understanding)) - 031. ГЕРОИ МОГУТ СПАСТИ ТЕБЯ (англ. HEROES CAN SAVE YOU) - 032. Герой всегда со мной? (англ. Hero is Always With Me?) - 033. КРУТОЕ БУДУЩЕЕ 7 (англ. ROCKIN’ FUTURE 7) - 034. Лучник квинси ненавидит тебя (англ. Quincy Archer Hates You)                                                                                   | - 026. Рая нет (англ. Paradise Is Nowhere) - 027. Духи не всегда С НАМИ (англ. Spirits Ain’t Always WITH US) - 028. Симптом синестезии (англ. Symptom of Synesthesia) - 029. Остановите этого идиота! (англ. Stop that stupid!!) - 030. Второй контакт (это было за пределами нашего понимания) (англ. Second Contact(it was outside the scope of our understanding)) - 031. ГЕРОИ МОГУТ СПАСТИ ТЕБЯ (англ. HEROES CAN SAVE YOU) - 032. Герой всегда со мной? (англ. Hero is Always With Me?) - 033. КРУТОЕ БУДУЩЕЕ 7 (англ. ROCKIN’ FUTURE 7) - 034. Лучник квинси ненавидит тебя (англ. Quincy Archer Hates You)                                                                                   | Название тома - ЛУЧНИК КВИНСИ НЕНАВИДИТ ТЕБЯ Персонаж на обложке - Урю Исида                                 | Название тома - ЛУЧНИК КВИНСИ НЕНАВИДИТ ТЕБЯ Персонаж на обложке - Урю Исида                                 |
| Семья Куросаки и некоторые друзья Ичиго идут посмотреть на живую съёмку телешоу медиума Дона Канондзи. Канондзи на своём шоу, не зная того, способствует превращению души в пустого. Урахара превращает Ичиго в проводника душ, чтобы тот остановил пустого. Дон Канондзи, который, как оказалось, имеет духовные силы, помогает Ичиго одолеть пустого. Дон осознаёт, что это он был тем, кто обратил душу в пустого, но Ичиго подбадривает его. В следующие дни многие пустые исчезают до того, как Ичиго и Рукия успевают до них добраться. Они обнаруживают, что пустых убивает подросток по имени Урю Исида, который использует лук и стрелы из духовных частиц. | | | | |
| 5 | 1 ноября 2002 г. | ISBN 978-4-08-873335-7 | 17 марта 2010 г.                                                                                             | ISBN 978-5-699-40564-0                                                                                       |
| - 035. Ты можешь быть моим врагом? (англ. Can You Be My Enemy?) - 036. Ради мести — веди нас к смерти (яп. 我ら、報復の為に死に至りて) - 037. Пересекая Рубикон (англ. Crossing The Rubicon) - 038. Излом (англ. BENT) - 039. Правая рука великана (англ. Rightarm of The Giant) - 040. Расти? (англ. Grow?) - 041. Принцесса и Дракон (англ. Princess & Dragon) - 042. Принцесса и Дракон часть 2 (Величие) (англ. Princess & Dragon PART.2"The Majestic") - 043. Принцесса и Дракон часть 3 (Шесть цветков) (англ. Princess & Dragon PART.3"Six flowers") | - 035. Ты можешь быть моим врагом? (англ. Can You Be My Enemy?) - 036. Ради мести — веди нас к смерти (яп. 我ら、報復の為に死に至りて) - 037. Пересекая Рубикон (англ. Crossing The Rubicon) - 038. Излом (англ. BENT) - 039. Правая рука великана (англ. Rightarm of The Giant) - 040. Расти? (англ. Grow?) - 041. Принцесса и Дракон (англ. Princess & Dragon) - 042. Принцесса и Дракон часть 2 (Величие) (англ. Princess & Dragon PART.2"The Majestic") - 043. Принцесса и Дракон часть 3 (Шесть цветков) (англ. Princess & Dragon PART.3"Six flowers") | - 035. Ты можешь быть моим врагом? (англ. Can You Be My Enemy?) - 036. Ради мести — веди нас к смерти (яп. 我ら、報復の為に死に至りて) - 037. Пересекая Рубикон (англ. Crossing The Rubicon) - 038. Излом (англ. BENT) - 039. Правая рука великана (англ. Rightarm of The Giant) - 040. Расти? (англ. Grow?) - 041. Принцесса и Дракон (англ. Princess & Dragon) - 042. Принцесса и Дракон часть 2 (Величие) (англ. Princess & Dragon PART.2"The Majestic") - 043. Принцесса и Дракон часть 3 (Шесть цветков) (англ. Princess & Dragon PART.3"Six flowers") | Название тома - ПРАВАЯ РУКА ВЕЛИКАНА Персонаж на обложке - Ясутора Садо                                      | Название тома - ПРАВАЯ РУКА ВЕЛИКАНА Персонаж на обложке - Ясутора Садо                                      |
| Чтобы доказать, что его клан, квинси, лучше проводников душ, Урю вызывает Ичиго на состязание, в котором побеждает тот, кто уничтожит больше пустых. Урю использует приманку, чтобы привлечь сотни пустых в их город, тем самым подвергая опасности многих родных и близких Ичиго. Урахара рассказывает Рукии, что квинси тоже борются с пустыми, но, в отличие от дзанпакто, их оружие не спасает душу, а полностью её уничтожает. По этой причине проводники душ полностью истребили клан квинси. Чад и Орихимэ атакованы пустыми. Пытаясь противостоять им, они (Чад и Орихимэ) пробуждают свои собственные духовные силы. Чад создаёт гигантскую руку, а Орихимэ создаёт шесть фей. Используя эти силы, они побеждают пустых. Урахара приходит на помощь, когда они теряют сознание после схватки. | | | | |
| 6 | 20 декабря 2002 г. | ISBN 978-4-08-873366-1 | 15 апреля 2010 г.                                                                                            | ISBN 978-5-699-41098-9                                                                                       |
| - 044. Осознание [угрозы] (англ. Awaken[to the Threat]) - 045. Пункт назначения (англ. Point of Purpose) - 046. Карнеад — Спиной к спине (англ. Karneades~Back to Back) - 047. Спиной к спине — Расколотые небеса (англ. Back to Back~Tearing Sky) - 048. Менос Гранде (яп. メノスグランデ мэносугурандэ) - 049. оковы сброшены (англ. unchained.) - 050. Лучник квинси ненавидит тебя. Часть 2 [Слепой, но кровавый mix] (англ. Quincy Archer Hates You Part 2 [Blind But Bleed Mix]) - 051. СМЕРТЬ 3 (англ. DEATH 3) - 052. Ненужные эмоции (англ. Needless Emotions) | - 044. Осознание [угрозы] (англ. Awaken[to the Threat]) - 045. Пункт назначения (англ. Point of Purpose) - 046. Карнеад — Спиной к спине (англ. Karneades~Back to Back) - 047. Спиной к спине — Расколотые небеса (англ. Back to Back~Tearing Sky) - 048. Менос Гранде (яп. メノスグランデ мэносугурандэ) - 049. оковы сброшены (англ. unchained.) - 050. Лучник квинси ненавидит тебя. Часть 2 [Слепой, но кровавый mix] (англ. Quincy Archer Hates You Part 2 [Blind But Bleed Mix]) - 051. СМЕРТЬ 3 (англ. DEATH 3) - 052. Ненужные эмоции (англ. Needless Emotions) | - 044. Осознание [угрозы] (англ. Awaken[to the Threat]) - 045. Пункт назначения (англ. Point of Purpose) - 046. Карнеад — Спиной к спине (англ. Karneades~Back to Back) - 047. Спиной к спине — Расколотые небеса (англ. Back to Back~Tearing Sky) - 048. Менос Гранде (яп. メノスグランデ мэносугурандэ) - 049. оковы сброшены (англ. unchained.) - 050. Лучник квинси ненавидит тебя. Часть 2 [Слепой, но кровавый mix] (англ. Quincy Archer Hates You Part 2 [Blind But Bleed Mix]) - 051. СМЕРТЬ 3 (англ. DEATH 3) - 052. Ненужные эмоции (англ. Needless Emotions) | Название тома - ТРИЛОГИЯ СМЕРТИ. УВЕРТЮРА Персонаж на обложке - Кискэ Урахара                                | Название тома - ТРИЛОГИЯ СМЕРТИ. УВЕРТЮРА Персонаж на обложке - Кискэ Урахара                                |
| Урахара объясняет Орихимэ и Чаду, что их силы появились благодаря контакту с Ичиго. Ичиго и Урю объединяются в уничтожении пустых. В процессе они узнают о прошлом друг друга. В городе появляется гигантский пустой Менос Гранде, и Ичиго использует все свои силы, чтобы победить его. Ичиго теряет сознание, а Исида спасает его, выпуская из Ичиго избыточную духовную энергию через свой лук. На следующий день Ичиго пытается наладить с Урю дружеские отношения. Рукия решает оставить Ичиго и вернуться в Сообщество Душ. Как только она уходит, на неё нападает проводник душ Рэндзи Абараи. Он объясняет, что прибыл вместе со своим капитаном Бякуей Кучики, который также приходится Рукии старшим братом, чтобы арестовать её за передачу сил проводника душ человеку. Урю приходит на помощь Рукии. | | | | |
| 7 | 4 марта 2003 г. | ISBN 978-4-08-873392-0 | 12 июля 2010 г.                                                                                              | ISBN 978-5-699-42668-3                                                                                       |
| - 053. Рад встрече. Я вас покалечу. (англ. Nice to meet you, I will beat you) - 054. Салага, который не смог назвать его имя (яп. 名も訊けぬ子供) - 055. Избавление (англ. SHUT) - 056. сломанная катана (англ. broken coda) - 057. Незаконченный июньский дождь (англ. Unfinished July Rain) - 058. Пустое место (англ. blank) - 059. Урок первый: Одним ударом! + Запертая дома (англ. Lesson 1:One Strike!+Jailed at Home) - 060. Урок № 1. Часть вторая: Падение!! (англ. Lesson 1-2:DOWN!!) - 061. Урок № 2: Разбитая штольня (англ. Lesson2 : Shattered shaft) | - 053. Рад встрече. Я вас покалечу. (англ. Nice to meet you, I will beat you) - 054. Салага, который не смог назвать его имя (яп. 名も訊けぬ子供) - 055. Избавление (англ. SHUT) - 056. сломанная катана (англ. broken coda) - 057. Незаконченный июньский дождь (англ. Unfinished July Rain) - 058. Пустое место (англ. blank) - 059. Урок первый: Одним ударом! + Запертая дома (англ. Lesson 1:One Strike!+Jailed at Home) - 060. Урок № 1. Часть вторая: Падение!! (англ. Lesson 1-2:DOWN!!) - 061. Урок № 2: Разбитая штольня (англ. Lesson2 : Shattered shaft) | - 053. Рад встрече. Я вас покалечу. (англ. Nice to meet you, I will beat you) - 054. Салага, который не смог назвать его имя (яп. 名も訊けぬ子供) - 055. Избавление (англ. SHUT) - 056. сломанная катана (англ. broken coda) - 057. Незаконченный июньский дождь (англ. Unfinished July Rain) - 058. Пустое место (англ. blank) - 059. Урок первый: Одним ударом! + Запертая дома (англ. Lesson 1:One Strike!+Jailed at Home) - 060. Урок № 1. Часть вторая: Падение!! (англ. Lesson 1-2:DOWN!!) - 061. Урок № 2: Разбитая штольня (англ. Lesson2 : Shattered shaft) | Название тома - СЛОМАННЫЙ МЕЧ Персонаж на обложке - Бякуя Кучики                                             | Название тома - СЛОМАННЫЙ МЕЧ Персонаж на обложке - Бякуя Кучики                                             |
| Ичиго узнаёт, что Рукия ушла и пытается разыскать её с помощью Урахары. Рэндзи с лёгкостью побеждает Урю, но Ичиго защищает его и начинает сражение с Рэндзи. В ходе сражения Рэндзи объясняет, что у каждого дзанпакто есть своя уникальная форма, которая может быть использована только когда проводнику душ удаётся узнать имя своего меча. Своим дзанпакто, Дзабимару, Рэндзи наносит Ичиго глубокую рану в плечо и тем самым почти побеждает его. Ичиго даёт Рэндзи отпор, используя свою скрытую энергию. В схватку вмешивается Бякуя, который сильно ранит Ичиго. Ичиго пытается продолжить сражение, но Рукия приказывает ему не двигаться под страхом смерти. После этого она уходит вместе с Рэндзи и Бякуей в Сообщество Душ, где её должны казнить. Урахара лечит Ичиго и начинает тренировки по восстановлению духовной силы после ранения, нанесённого Бякуей. Тем временем, говорящий кот по имени Ёруити начинает тренировать Чада и Орихимэ для спасения Рукии. | | | | |
| 8 | 4 июня 2003 г. | ISBN 978-4-08-873435-4 | 22 ноября 2010 г.                                                                                            | ISBN 978-5-699-45788-5                                                                                       |
| - 062. Урок 2-2. Печальный финал в Шахте отчаяния (англ. Lesson 2-2:Bad Endin’ In The Shaft) - 063. Урок 2-3. Внутренний распад (англ. Lesson 2-3 : Innercircle Breakdown) - 064. ВОЗВРАЩЕНИЕ ВО МГЛУ (англ. BACK IN BLACK) - 065. Столкновения (англ. Collisions) - 066. МЕЧ И Я (англ. THE BLADE AND ME) - 067. Конец уроков (англ. End of Lessons) - 068. Последние дни летних каникул (яп. 最後の夏休み Саиго но нацуясуми) - 069. Сбор в 25:00 (англ. 25:00 gathering) - 070. Куда боятся ступить пустые (англ. Where Hollows Fear To Tread) | - 062. Урок 2-2. Печальный финал в Шахте отчаяния (англ. Lesson 2-2:Bad Endin’ In The Shaft) - 063. Урок 2-3. Внутренний распад (англ. Lesson 2-3 : Innercircle Breakdown) - 064. ВОЗВРАЩЕНИЕ ВО МГЛУ (англ. BACK IN BLACK) - 065. Столкновения (англ. Collisions) - 066. МЕЧ И Я (англ. THE BLADE AND ME) - 067. Конец уроков (англ. End of Lessons) - 068. Последние дни летних каникул (яп. 最後の夏休み Саиго но нацуясуми) - 069. Сбор в 25:00 (англ. 25:00 gathering) - 070. Куда боятся ступить пустые (англ. Where Hollows Fear To Tread) | - 062. Урок 2-2. Печальный финал в Шахте отчаяния (англ. Lesson 2-2:Bad Endin’ In The Shaft) - 063. Урок 2-3. Внутренний распад (англ. Lesson 2-3 : Innercircle Breakdown) - 064. ВОЗВРАЩЕНИЕ ВО МГЛУ (англ. BACK IN BLACK) - 065. Столкновения (англ. Collisions) - 066. МЕЧ И Я (англ. THE BLADE AND ME) - 067. Конец уроков (англ. End of Lessons) - 068. Последние дни летних каникул (яп. 最後の夏休み Саиго но нацуясуми) - 069. Сбор в 25:00 (англ. 25:00 gathering) - 070. Куда боятся ступить пустые (англ. Where Hollows Fear To Tread) | Название тома - МЕЧ И Я Персонаж на обложке - Дзангэцу Бонус: результаты голосования популярности персонажей | Название тома - МЕЧ И Я Персонаж на обложке - Дзангэцу Бонус: результаты голосования популярности персонажей |
| В ходе тренировки ассистент Урахары Тэссай Цукабиси разрубает цепь, присоединённую к душе Ичиго. Это начинает превращение Ичиго в пустого. Ичиго встречается с духом своего дзанпакто, который помогает отыскать утерянную духовную силу. Ичиго приходит в себя со вновь обретёнными силами проводника душ. В следующем упражнении тренировки Ичиго дерётся с Урахарой, который использует силу своего дзанпакто, из-за чего Ичиго вынужден спасаться бегством. Отчаявшись, Ичиго вновь говорит с духом своего меча и узнаёт его имя — Дзангэцу. После этого меч в руках Ичиго обретает свою истинную форму. По окончании тренировки Ичиго встречается с Чадом, Орихимэ, Урю и Ёруити, и они готовятся к отправлению в Сообщество Душ на помощь Рукии. | | | | |
| 9 | 4 августа 2003 г. | ISBN 978-4-08-873495-8 | 22 апреля 2011 г.                                                                                            | ISBN 978-5-699-48875-9                                                                                       |
| - 071. Незваные гости (англ. INTRUDERZ) - 072. Невероятный бугай (англ. The Superchunk) - 073. Свист топоров(англ. Drizzly Axes) - 074. Кончен бой — руку долой (англ. Armlost, Armlost) - 075. Кровавый дождь (яп. 血雨) - 076. Явление кабаньего наездника (англ. Boarrider Comin) - 077. Я известен как Гандзю (яп. 俺様の名はガンジュ) - 078. кТо ждёТ Там всТречи (англ. meeT iT aT basemenT) - 079. СПАСТИ ЗА 14 ДНЕЙ (англ. FOURTEEN DAYS FOR CONSPIRACY) | - 071. Незваные гости (англ. INTRUDERZ) - 072. Невероятный бугай (англ. The Superchunk) - 073. Свист топоров(англ. Drizzly Axes) - 074. Кончен бой — руку долой (англ. Armlost, Armlost) - 075. Кровавый дождь (яп. 血雨) - 076. Явление кабаньего наездника (англ. Boarrider Comin) - 077. Я известен как Гандзю (яп. 俺様の名はガンジュ) - 078. кТо ждёТ Там всТречи (англ. meeT iT aT basemenT) - 079. СПАСТИ ЗА 14 ДНЕЙ (англ. FOURTEEN DAYS FOR CONSPIRACY) | - 071. Незваные гости (англ. INTRUDERZ) - 072. Невероятный бугай (англ. The Superchunk) - 073. Свист топоров(англ. Drizzly Axes) - 074. Кончен бой — руку долой (англ. Armlost, Armlost) - 075. Кровавый дождь (яп. 血雨) - 076. Явление кабаньего наездника (англ. Boarrider Comin) - 077. Я известен как Гандзю (яп. 俺様の名はガンジュ) - 078. кТо ждёТ Там всТречи (англ. meeT iT aT basemenT) - 079. СПАСТИ ЗА 14 ДНЕЙ (англ. FOURTEEN DAYS FOR CONSPIRACY) | Название тома - СПАСТИ ЗА 14 ДНЕЙ Персонаж на обложке - Кукаку Сиба                                          | Название тома - СПАСТИ ЗА 14 ДНЕЙ Персонаж на обложке - Кукаку Сиба                                          |
| Ичиго и его друзья пребывают в Сообщество Душ. Им нужно победить стража ворот Дзиданбо, чтобы проникнуть в Сэйрэйтэй. Ичиго с лёгкостью побеждает Дзиданбо, после чего тот открывает ворота и разрешает пройти в Сэйрэйтэй. Однако, как только Ичиго пытается зайти, он встречает капитана 3-го отряда Гина Ичимару, который атакует Ичиго и Дзиданбо и закрывает проход в Сэйрэйтэй. В поисках другого способа проникновения Ичиго встречает Гандзю Сиба, который ненавидит проводников душ, из-за чего между ними начинается драка. Драка заканчивается внезапно, когда Гандзю убегает без объяснения причин. После этого Ёруити обращается за помощью к старой подруге Кукаку Сиба, которая оказалась сестрой Гандзю. Кукаку соглашается помочь Ичиго и остальным проникнуть в Сэйрэйтэй. | | | | |
| 10 | 4 ноября 2003 г. | ISBN 978-4-08-873525-2 | 10 августа 2011 г.                                                                                           | ISBN 978-5-699-51222-5                                                                                       |
| - 080. The Shooting Star Project // Проект «Метеор» - 081. Twelve Tone Rendezvous // Встреча двенадцати - 082. Conflictable Composition // Внутренние противоречия - 083. COME WITH ME // ПОЙДЁМ СО МНОЙ - 084. The Shooting Star Project 2 [Tattoo On The Sky] // Проект «Метеор» 2 (Татуировка на небе) - 085. INTRUDERZ 2 [Breakthrough the roof mix] // Незваные гости 2 (Снос крыши mix) - 086. Making Good Relations,OK? // Будем друзьями, лады? - 087. Dancing With Spears // Танец с копьями - 088. SO UNLUCKY WE ARE // ТАКИЕ УЖ МЫ НЕВЕЗУЧИЕ - 088.5. KARAKURA SUPER HEROES // 88.5 Супергерои из Каракуры | - 080. The Shooting Star Project // Проект «Метеор» - 081. Twelve Tone Rendezvous // Встреча двенадцати - 082. Conflictable Composition // Внутренние противоречия - 083. COME WITH ME // ПОЙДЁМ СО МНОЙ - 084. The Shooting Star Project 2 [Tattoo On The Sky] // Проект «Метеор» 2 (Татуировка на небе) - 085. INTRUDERZ 2 [Breakthrough the roof mix] // Незваные гости 2 (Снос крыши mix) - 086. Making Good Relations,OK? // Будем друзьями, лады? - 087. Dancing With Spears // Танец с копьями - 088. SO UNLUCKY WE ARE // ТАКИЕ УЖ МЫ НЕВЕЗУЧИЕ - 088.5. KARAKURA SUPER HEROES // 88.5 Супергерои из Каракуры                                                                                | - 080. The Shooting Star Project // Проект «Метеор» - 081. Twelve Tone Rendezvous // Встреча двенадцати - 082. Conflictable Composition // Внутренние противоречия - 083. COME WITH ME // ПОЙДЁМ СО МНОЙ - 084. The Shooting Star Project 2 [Tattoo On The Sky] // Проект «Метеор» 2 (Татуировка на небе) - 085. INTRUDERZ 2 [Breakthrough the roof mix] // Незваные гости 2 (Снос крыши mix) - 086. Making Good Relations,OK? // Будем друзьями, лады? - 087. Dancing With Spears // Танец с копьями - 088. SO UNLUCKY WE ARE // ТАКИЕ УЖ МЫ НЕВЕЗУЧИЕ - 088.5. KARAKURA SUPER HEROES // 88.5 Супергерои из Каракуры                                                                                | Название тома - ТАТУИРОВКА НА НЕБЕ Персонаж на обложке - Гандзю Сиба                                         | Название тома - ТАТУИРОВКА НА НЕБЕ Персонаж на обложке - Гандзю Сиба                                         |
| Чтобы использовать пушку Кукаку для проникновения в Сэйрэйтэй, Ичиго и его друзья должны сначала научиться сосредотачивать свою духовную энергию. Тем временем в городе созывается срочное собрание капитанов всех 13 отрядов с целью выяснить, почему Гин Ичимару оставил нарушителей в живых. Собрание срывается из-за поднявшейся тревоги. Перед уходом капитан 5-го отряда Соскэ Айдзэн сталкивается лицом к лицу с Ичимару на глазах у капитана 10-го отряда Тосиро Хицугаи. Айдзэн упрекает Гина за его неубедительное объяснение своих действий. После того, как группа Ичиго завершает тренировку, Гандзю решает присоединиться к ним, так как его старший брат был убит проводником душ. Он убедился, что Ичиго не злодей, и хочет выяснить являются ли таковыми другие проводники душ или нет. Им удаётся проникнуть в город, но во время проникновения вся группа разделяется. Ичиго и Гандзю вступают в бой с двумя членами 11-го отряда — Иккаку Мадарамэ и Юмитикой Аясэгавой. Ичиго удаётся победить Иккаку. | | | | |

### Тома 11—20
| № | В Японии | В Японии | В России                                                                    | В России                                                                    |
| № | Дата публикации | ISBN | Дата публикации                                                             | ISBN                                                                        |
| --- | --- | --- | --------------------------------------------------------------------------- | --------------------------------------------------------------------------- |
| 11 | 19 декабря 2003 г. | ISBN 4-08-873555-2 | 29 сентября 2011 г.                                                         | ISBN 978-5-699-52085-5                                                      |
| - 089. Masterly! And Farewell! // Молодец! А теперь прощай! - 090. See You Under a Firework // Увидимся под фейерверком - 091. KING OF FREISCHÜTZ // КОРОЛЬ ВОЛЬНЫХ СТРЕЛКОВ - 092. Masterly! And Farewell! [Reprise] // Молодец! А теперь прощай (реприза) - 093. Steer For the Star // Путеводная звезда - 094. Gaol Named Remorse // Тюрьма «Раскаяние» - 095. CRUSH // СТОЛКНОВЕНИЕ - 096. BLOODRED CONFLICT // КРОВАВОЕ ПРОТИВОСТОЯНИЕ - 097. Talk About Your Fear // Поговорим о твоём страхе - 098. 星と野良犬 // Звезда и бродячий пёс | - 089. Masterly! And Farewell! // Молодец! А теперь прощай! - 090. See You Under a Firework // Увидимся под фейерверком - 091. KING OF FREISCHÜTZ // КОРОЛЬ ВОЛЬНЫХ СТРЕЛКОВ - 092. Masterly! And Farewell! [Reprise] // Молодец! А теперь прощай (реприза) - 093. Steer For the Star // Путеводная звезда - 094. Gaol Named Remorse // Тюрьма «Раскаяние» - 095. CRUSH // СТОЛКНОВЕНИЕ - 096. BLOODRED CONFLICT // КРОВАВОЕ ПРОТИВОСТОЯНИЕ - 097. Talk About Your Fear // Поговорим о твоём страхе - 098. 星と野良犬 // Звезда и бродячий пёс | - 089. Masterly! And Farewell! // Молодец! А теперь прощай! - 090. See You Under a Firework // Увидимся под фейерверком - 091. KING OF FREISCHÜTZ // КОРОЛЬ ВОЛЬНЫХ СТРЕЛКОВ - 092. Masterly! And Farewell! [Reprise] // Молодец! А теперь прощай (реприза) - 093. Steer For the Star // Путеводная звезда - 094. Gaol Named Remorse // Тюрьма «Раскаяние» - 095. CRUSH // СТОЛКНОВЕНИЕ - 096. BLOODRED CONFLICT // КРОВАВОЕ ПРОТИВОСТОЯНИЕ - 097. Talk About Your Fear // Поговорим о твоём страхе - 098. 星と野良犬 // Звезда и бродячий пёс | Название тома - Звезда и бродячий пёс Персонаж на обложке Рэндзи Абараи     | Название тома - Звезда и бродячий пёс Персонаж на обложке Рэндзи Абараи     |
| Гандзю побеждает Юмитику, взорвав фейерверк на его лице, после чего он объединяется с Ичиго. Тем временем Урю и Орихимэ встречают Дзиробо Икканзаку, 4-го офицера 7-го отряда, которого Урю с лёгкостью побеждает. Ичиго и Гандзю натыкаются на большую группу проводников душ и вынуждены бежать, для чего они берут в заложники неуклюжего офицера 4-го отряда по имени Ханатаро Ямада. Ханатаро рассказывает о коротком пути до места заточения Рукии. В поисках Рукии Рэндзи встречает Ичиго. Ичиго побеждает Рэндзи, используя приёмы, выученные во время тренировок с Урахарой. После поражения Рэндзи вспоминает историю своей дружбы с Рукией и просит Ичиго спасти её. | | |                                                                             |                                                                             |
| 12 | 4 марта 2004 г. | ISBN 4-08-873576-5 | 12 апреля 2012 г.                                                           | ISBN 978-5-699-56098-1                                                      |
| - 099. Dead Black War Cloud // Чёрное облако войны - 100. Цветок над бездной - 101. Split Under The Red Stalk // Ссора под красной чертой - 102. Nobody Beats // Никого не бить - 103. Dominion // Доминион - 104. The Undead // Неубиваемый - 105. Spring, Spring, Meets The Tiger // Весна, весна, а вот и тигр - 106. Cause For Confront // Повод для конфликта - 107. Heat In Trust // Тепло доверия - 0.8. a wonderful error // приятное разочарование | - 099. Dead Black War Cloud // Чёрное облако войны - 100. Цветок над бездной - 101. Split Under The Red Stalk // Ссора под красной чертой - 102. Nobody Beats // Никого не бить - 103. Dominion // Доминион - 104. The Undead // Неубиваемый - 105. Spring, Spring, Meets The Tiger // Весна, весна, а вот и тигр - 106. Cause For Confront // Повод для конфликта - 107. Heat In Trust // Тепло доверия - 0.8. a wonderful error // приятное разочарование                                                                                    | - 099. Dead Black War Cloud // Чёрное облако войны - 100. Цветок над бездной - 101. Split Under The Red Stalk // Ссора под красной чертой - 102. Nobody Beats // Никого не бить - 103. Dominion // Доминион - 104. The Undead // Неубиваемый - 105. Spring, Spring, Meets The Tiger // Весна, весна, а вот и тигр - 106. Cause For Confront // Повод для конфликта - 107. Heat In Trust // Тепло доверия - 0.8. a wonderful error // приятное разочарование                                                                                    | Название тома - Цветок над бездной Персонаж на обложке Соскэ Айдзэн         | Название тома - Цветок над бездной Персонаж на обложке Соскэ Айдзэн         |
| Бякуя пытается казнить Рэндзи за поражение в схватке с Ичиго, но проводники душ останавливают его. У капитана Хицугаи появляются подозрения на счёт Гина Ичимару. Хицугая советует своей подруге, лейтенанту 5-го отряда Момо Хинамори, быть с Ичимару осторожнее. На следующий день Хинамори обнаруживает своего капитана Соскэ Айдзэна убитым. Подозревая в случившемся Гина Ичимару, Хинамори пытается атаковать его, но её останавливает лейтенант Гина Идзуру Кира. Между Хинамори и Кирой завязывается драка, за которую обоих сажают в тюрьму. Ханатаро лечит Ичиго, и они вместе с Гандзю продолжают продвигаться к месту заключения Рукии, пока на них не нападает капитан 11-го отряда Кэмпати Дзараки. Ичиго остаётся драться с Кэмпати, в то время как Гандзю и Ханатаро идут за Рукией. Тем временем Чад вступает в схватку с капитаном 8-го отряда Сюнсуем Кёраку и терпит поражение. | | |                                                                             |                                                                             |
| 13 | 4 июня 2004 г. | ISBN 4-08-873610-9 |                                                                             |                                                                             |
| - 108. Время для страха - 109. Как тигр, топчущий цветы - 110. Тёмная сторона мира - 111. Чёрное и Белое - 112. Бессмертный 2 (Подъём и помешательство) - 113. Бессмертный 3 (Заключительное безумие) - 114. Всё о мире, близком к концу - 115. Тени прошлого | - 108. Время для страха - 109. Как тигр, топчущий цветы - 110. Тёмная сторона мира - 111. Чёрное и Белое - 112. Бессмертный 2 (Подъём и помешательство) - 113. Бессмертный 3 (Заключительное безумие) - 114. Всё о мире, близком к концу - 115. Тени прошлого | - 108. Время для страха - 109. Как тигр, топчущий цветы - 110. Тёмная сторона мира - 111. Чёрное и Белое - 112. Бессмертный 2 (Подъём и помешательство) - 113. Бессмертный 3 (Заключительное безумие) - 114. Всё о мире, близком к концу - 115. Тени прошлого | Название тома - Бессмертный Персонаж на обложке Кэмпати Дзараки             | Название тома - Бессмертный Персонаж на обложке Кэмпати Дзараки             |
| Сюнсуй решает арестовать Чада, вместо того чтобы убить его. Ичиго не может противостоять Кэмпати. Появляется Дзангэцу, чтобы испытать Ичиго. Ичиго сражается со своим внутренним пустым, чтобы определить, кто из них достоин обладать Дзангэцу. Когда Ичиго осознаёт, что он ничего не знает о Дзангэцу, бой останавливается, и Ичиго продолжает сражаться с Кэмпати. Использовав всю мощь Дзангэцу, Ичиго удаётся окончить схватку ничьей. Лейтенант 11-го отряда Ятиру Кусадзиси забирает Кэмпати с места сражения. Кэмпати признаёт, что проиграл, так как никогда в действительности не знал свой дзанпакто. Гандзю и Ханатаро находят Рукию, но Гандзю хочет её убить, так как понимает, что она несёт ответственность за смерть его брата. | | |                                                                             |                                                                             |
| 14 | 3 сентября 2004 г. | ISBN 4-08-873649-4 |                                                                             |                                                                             |
| - 116. Белые Скалы Башни - 117. Остаток 2 [Отрицает Тень] - 118. Божественный Признак - 119. Тайна Луны - 120. Обменяйтесь рукопожатием С Гранатами - 121. В Нормальном Мы Доверие - 122. Не Теряйте Свою Власть - 123. Обещайте Мою Гордость | - 116. Белые Скалы Башни - 117. Остаток 2 [Отрицает Тень] - 118. Божественный Признак - 119. Тайна Луны - 120. Обменяйтесь рукопожатием С Гранатами - 121. В Нормальном Мы Доверие - 122. Не Теряйте Свою Власть - 123. Обещайте Мою Гордость | - 116. Белые Скалы Башни - 117. Остаток 2 [Отрицает Тень] - 118. Божественный Признак - 119. Тайна Луны - 120. Обменяйтесь рукопожатием С Гранатами - 121. В Нормальном Мы Доверие - 122. Не Теряйте Свою Власть - 123. Обещайте Мою Гордость | Название тома - Белые скалы башни Персонаж на обложке Ханатаро Ямада        | Название тома - Белые скалы башни Персонаж на обложке Ханатаро Ямада        |
| Бякуя идёт в тюрьму, чтобы убить Гандзю и Ханатаро. Пытаясь защитить Ханатаро, Гандзю выступает против Бякуи. Когда Ичиго приходит в себя после схватки с Кэмпати, он узнаёт, что Ёруити на самом деле женщина, которая умеет превращаться в кошку. Ичиго спешит спасти Рукию и отправляется в тюрьму, где встречает Бякую. Ёруити нокаутирует Ичиго и сбегает с ним от Бякуи. Она рассказывает Ичиго, как быстро достигнуть банкая — второго уровня освобождения дзанпакто. Урю и Орихимэ продолжают продвигаться к месту заточения Рукии, и на них нападает капитан 12-го отряда Маюри Куроцути. Маюри жертвует своими солдатами, чтобы убить их, но ему это не удаётся. Маюри рассказывает, что проводил эксперименты над множеством квинси, включая деда Урю, Сокэна Исиду, и признаётся, что ответственен за его (Сокэна) смерть. | | |                                                                             |                                                                             |
| 15 | 3 декабря 2004 г. | ISBN 4-08-873682-6 |                                                                             |                                                                             |
| - 124. Слёзы маленьких людей - 125. Безумие и гений - 126. Последние дни пустой войны - 127. Начало Завтрашней Казни - 128. Великий союз - 129. Подозрения - 130. Подозрения 2 - −17. Прелюдия для отклонявшихся звёзд | - 124. Слёзы маленьких людей - 125. Безумие и гений - 126. Последние дни пустой войны - 127. Начало Завтрашней Казни - 128. Великий союз - 129. Подозрения - 130. Подозрения 2 - −17. Прелюдия для отклонявшихся звёзд | - 124. Слёзы маленьких людей - 125. Безумие и гений - 126. Последние дни пустой войны - 127. Начало Завтрашней Казни - 128. Великий союз - 129. Подозрения - 130. Подозрения 2 - −17. Прелюдия для отклонявшихся звёзд | Название тома - Начало смерти завтра Персонаж на обложке Идзуру Кира        | Название тома - Начало смерти завтра Персонаж на обложке Идзуру Кира        |
| Урю использует запрещённую технику квинси, чтобы продолжать сражение, несмотря на раны, полученные от Маюри. При помощи этой техники Урю побеждает Маюри, но тот сбегает, превратив своё тело в жидкость. Урю продолжает идти за Рукией, но в пути подвергается нападению капитана 9-го отряда Тосэна Канамэ. Ичиго продолжает тренировку по освоению банкая. Кэмпати освобождает Урю, Орихимэ, Чада и Гандзю, чтобы они привели его к Ичиго. После чтения предсмертного послания от капитана Айдзэна, Хинамори сбегает из тюрьмы и идёт к капитану Хицугае, который начал сражение с Гином Ичимару. Она обвиняет Хицугаю в убийстве Айдзэна и поднимает на него свой меч. | | |                                                                             |                                                                             |
| 16 | 4 марта 2005 г. | ISBN 4-08-873777-6 |                                                                             |                                                                             |
| - 131. Настоящее завещание - 132. Плавающие сроки - 133. Воспоминания под дождём 2 (Ноктюрн) - 134. Воспоминания под дождём 2. Часть 2 - 135. Воспоминания под дождём 2. Часть 3 - 136. Воспоминания под дождём 2. Часть 2 - 137. Приближающееся сражение - 138. Мысли каждого - 139. Сонный, кровожадный, безумный | - 131. Настоящее завещание - 132. Плавающие сроки - 133. Воспоминания под дождём 2 (Ноктюрн) - 134. Воспоминания под дождём 2. Часть 2 - 135. Воспоминания под дождём 2. Часть 3 - 136. Воспоминания под дождём 2. Часть 2 - 137. Приближающееся сражение - 138. Мысли каждого - 139. Сонный, кровожадный, безумный | - 131. Настоящее завещание - 132. Плавающие сроки - 133. Воспоминания под дождём 2 (Ноктюрн) - 134. Воспоминания под дождём 2. Часть 2 - 135. Воспоминания под дождём 2. Часть 3 - 136. Воспоминания под дождём 2. Часть 2 - 137. Приближающееся сражение - 138. Мысли каждого - 139. Сонный, кровожадный, безумный | Название тома - Рута в ночи Персонаж на обложке Тосиро Хицугая              | Название тома - Рута в ночи Персонаж на обложке Тосиро Хицугая              |
| Хинамори пересказывает посмертное письмо Айдзэна, в котором тот обвиняет Тосиро Хицугаю в намерении использовать силу клинка Соукьоку во время казни Рукии для разрушения Сообщества Душ. Она атакует Хицугаю, он в ответ пытается образумить её, однако Хинамори продолжает атаковать. Во время битвы Хицугая вспоминает странное поведение Гина Ичимару, и пытается напасть на него, но его путь преграждает Хинамори и ему приходится ранить её. Между Гином и Хицугаей затевается драка, во время которой оба капитана освобождают свои занпакто. Тосиро уклоняется от атаки занпакто Гина, но из-за этого оно нацеливается на Хинамори. Появляется Мацумото и отражает атаку Гина. Сражение заканчивается, Гин уходит с поля боя, а Хинамори относят в больницу. В то же время выясняется, что казнь Рукии Кучики перенесли на завтрашний день, сообщение об этом получают все капитаны и лейтенанты. Хицугая принимает решение остановить казнь, Рэндзи встречается с Ичиго, сообщая ему о переносе даты казни. Итиго настаивает на методе Урухары Кисукэ для ускорения получения банкая. Рукия вспоминает своё прошлое — встречу с Кайэном Сибой и его смерть. Тем временем Зараки Кэмпати освобождает Урю, Чада и Гандзю, но в поисках Ичиго они натыкаются на капитанов и лейтенантов седьмого и девятого отрядов. Между верхушками трёх отрядов затевается сражение, Ятиру и остальные уходят с поля битвы продолжать искать Ичиго. В конце показывают Рэндзи, направляющегося к месту заключения Рукии и Бьякую Кучики, стоящего на крыше и наблюдающего за ним. | | |                                                                             |                                                                             |
| 17 | 3 июня 2005 г. | ISBN 4-08-873817-9 |                                                                             |                                                                             |
| - 140. Достать до луны - 141. Преклони колени перед Королём Бабуинов - 142. Тем, кто хочет достать до луны - 143. Парфянская стрела - 144. Краснее розы, белее лилии - 145. Потрясение - 146. Демон любит тьму - 147. Обратный отсчёт: 3 - 148. Обратный отсчёт: 2 (Леди Леннон-Франкенштейн) - 149. Обратный отсчёт: 1 (Сострадания) | - 140. Достать до луны - 141. Преклони колени перед Королём Бабуинов - 142. Тем, кто хочет достать до луны - 143. Парфянская стрела - 144. Краснее розы, белее лилии - 145. Потрясение - 146. Демон любит тьму - 147. Обратный отсчёт: 3 - 148. Обратный отсчёт: 2 (Леди Леннон-Франкенштейн) - 149. Обратный отсчёт: 1 (Сострадания) | - 140. Достать до луны - 141. Преклони колени перед Королём Бабуинов - 142. Тем, кто хочет достать до луны - 143. Парфянская стрела - 144. Краснее розы, белее лилии - 145. Потрясение - 146. Демон любит тьму - 147. Обратный отсчёт: 3 - 148. Обратный отсчёт: 2 (Леди Леннон-Франкенштейн) - 149. Обратный отсчёт: 1 (Сострадания) | Название тома - Краснее розы, белее лилии Персонаж на обложке Ёруйти Сихоин | Название тома - Краснее розы, белее лилии Персонаж на обложке Ёруйти Сихоин |
| Между Бьякуей и Ренджи начинается бой, во время которого Ренджи сначала успешно избегает атак сэнки и дзанпакто Бьякуи, а потом высвобождает свой банкай. В ответ Бьякуя высвобождает свой банкай, которому Ренджи уже не может противостоять. В конце Ренджи пытается нанести последний удар, но он только задевает Бьякую, не причинив тому вреда. Рукия, которую уже ведут на казнь, чувствует уменьшение духовной силы Ренджи, и в этот момент к ней подходит Гин, начиная издеваться над ней, говоря о проигрыше Ренджи и предлагая освободить её. Тем временем Комамура и Тосэн атакуют Кенпачи, но тот успешно их сдерживает. Тосэн высвобождает свой банкай и атакует Кенпачи, который перестал видеть и что-либо чувствовать. Во время боя показывают воспоминания Тосэна, в которых его близкую подругу убил её муж-синигами. Показывают отрывок битвы между Сюхэйем Хисаги и Юмитикой Аясэгава, в которой Юмитика освобождает истинную форму своего сикая, прося Хисаги не рассказывать о нём своему капитану и Иккаку. Кенпачи побеждает Тосэна и пытается убить его, но ему мешает Комамура. Удар Кенпачи ломает шлем Комамуры, и оказывается, что у Комамуры голова лиса. Начинается бой между ними, и в это же время начинается казнь Рукии. Показывают Тосиро, который с Мацумото направляется в совет; Дзюсиро Укитакэ, который вместе с подчинёнными направляется на место казни уничтожить меч Соукьоку; Ятиру, Иноуэ, Садо, Урю, Гандзю и Макидзо; Ренджи, вылеченный Ханатаро, тоже отправляется на место казни.                                       | | |                                                                             |                                                                             |
| 18 | 4 августа 2005 г. | ISBN 4-08-873841-1 |                                                                             |                                                                             |
| - 150. Обратный отсчёт: 0 - 151. Смертельная ягодка возвращается - 152. Быстрый фантом - 153. Пустой разговор - 154. Богиня Скорости - 155. Сверкающие деяния, Ранимые детки - 156. Добро пожаловать в Чистилище - 157. Кошка и шершень - 158. Леопарды в небесах | - 150. Обратный отсчёт: 0 - 151. Смертельная ягодка возвращается - 152. Быстрый фантом - 153. Пустой разговор - 154. Богиня Скорости - 155. Сверкающие деяния, Ранимые детки - 156. Добро пожаловать в Чистилище - 157. Кошка и шершень - 158. Леопарды в небесах | - 150. Обратный отсчёт: 0 - 151. Смертельная ягодка возвращается - 152. Быстрый фантом - 153. Пустой разговор - 154. Богиня Скорости - 155. Сверкающие деяния, Ранимые детки - 156. Добро пожаловать в Чистилище - 157. Кошка и шершень - 158. Леопарды в небесах | Название тома - Смертельная ягодка возвращается Персонаж на обложке Сой Фон | Название тома - Смертельная ягодка возвращается Персонаж на обложке Сой Фон |
| Клинок Соукьоку принимает форму птицы и атакует Рукию. Она готовится принять смерть, но появляется Итиго и останавливает атаку клинка. Птица начинает вторую атаку, но её останавливают капитаны Укитакэ и Кёраку. Итиго разрушает эшафот, и передаёт Рукию появившемуся Рендзи. Рендзи убегает, три лейтенанта бросаются в погоню за ним, но Итиго их останавливает. Между Бьякуей и Итиго начинается бой. Укитакэ и Кёраку убегают от Ямамото, между Ёруити и Сой Фон также начинается битва. Унохана забирает раненных и вместе с Исанэ Котэцу направляется в совет. Ямамото настигает Укитакэ и Кёраку, между ними также начинается бой. Кукаку Сиба готовится отправиться в Сообщество Душ. | | |                                                                             |                                                                             |
| 19 | 4 октября 2005 г. | ISBN 4-08-873862-4 |                                                                             |                                                                             |
| - 159. Долгий путь для прощания - 160. Бой на месте казни - 161. Разорвать небо - 162. Восход чёрной луны - 163. Быстрый фантом 2 (Откажись от гордости, противопоставь силу) - 164. Тот, кто изменит мир - 165. Тёмная сторона мира 2 - 166. Чёрный и белый 2 - 167. Склеп - 168. За мной, за тобой | - 159. Долгий путь для прощания - 160. Бой на месте казни - 161. Разорвать небо - 162. Восход чёрной луны - 163. Быстрый фантом 2 (Откажись от гордости, противопоставь силу) - 164. Тот, кто изменит мир - 165. Тёмная сторона мира 2 - 166. Чёрный и белый 2 - 167. Склеп - 168. За мной, за тобой | - 159. Долгий путь для прощания - 160. Бой на месте казни - 161. Разорвать небо - 162. Восход чёрной луны - 163. Быстрый фантом 2 (Откажись от гордости, противопоставь силу) - 164. Тот, кто изменит мир - 165. Тёмная сторона мира 2 - 166. Чёрный и белый 2 - 167. Склеп - 168. За мной, за тобой | Название тома - Восход чёрной луны Персонаж на обложке Ичиго Куросаки       | Название тома - Восход чёрной луны Персонаж на обложке Ичиго Куросаки       |
| Бой между Сой Фон и Ёруити заканчивается их примирением. Иба и Иккаку отдыхают в перерыве между своим боем. Итиго продолжает сражаться с Бьякуей, освобождая свой банкай и пустого внутри себя, и в конце концов побеждает его. К тому моменту Урю, Орихиме, Чад, Гандзю и Макидзо добираются до места казни. В то же время Тосиро и Мацумото, пришедшие в Совет 46, обнаруживают всех судей и советников убитыми. Появляется Кира и Тосиро с Мацумото начинают преследовать его. Кира сообщает, что Хинамори отправилась вслед за Тосиро, поэтому Тосиро возвращается в Совет, а Мацумото начинает бой с Кирой. За спиной Хинамори, действительно пришедшей вслед за Тосиро на Совет, появляется Гин Итмару. | | |                                                                             |                                                                             |
| 20 | 2 декабря 2005 г. | ISBN 4-08-873883-7 |                                                                             |                                                                             |
| - −12.5. Цветение под холодной луной - 169. Конец гипноза - 170. Конец гипноза 2 - 171. Конец гипноза 3 (Голубой туман) - 172. Конец гипноза 4 (Пленники в раю) - 173. Конец гипноза 5 (Защищая тебя) - 174. Конец гипноза 6 (Объединение) - 175. Конец гипноза 7 (Правда в моих словах) - 176. Конец гипноза 8 (Оцепенение) - 177. Конец гипноза 9 (Полностью окружённый) - 178. Конец гипноза 10 (Никто не устоит на небе) | - −12.5. Цветение под холодной луной - 169. Конец гипноза - 170. Конец гипноза 2 - 171. Конец гипноза 3 (Голубой туман) - 172. Конец гипноза 4 (Пленники в раю) - 173. Конец гипноза 5 (Защищая тебя) - 174. Конец гипноза 6 (Объединение) - 175. Конец гипноза 7 (Правда в моих словах) - 176. Конец гипноза 8 (Оцепенение) - 177. Конец гипноза 9 (Полностью окружённый) - 178. Конец гипноза 10 (Никто не устоит на небе) | - −12.5. Цветение под холодной луной - 169. Конец гипноза - 170. Конец гипноза 2 - 171. Конец гипноза 3 (Голубой туман) - 172. Конец гипноза 4 (Пленники в раю) - 173. Конец гипноза 5 (Защищая тебя) - 174. Конец гипноза 6 (Объединение) - 175. Конец гипноза 7 (Правда в моих словах) - 176. Конец гипноза 8 (Оцепенение) - 177. Конец гипноза 9 (Полностью окружённый) - 178. Конец гипноза 10 (Никто не устоит на небе) | Название тома - Конец гипноза Персонаж на обложке Гин Ичимару               | Название тома - Конец гипноза Персонаж на обложке Гин Ичимару               |
| Первая глава является отсылкой в прошлое — читателю показывают Айдзена, Хинамори и Рангику, которые поздравляют Тосиро с днём рождения. Дальнейшие главы продолжают текущие события. Бой между Кирой и Рангику продолжается, оба используют свои занпакто, победителем становится Рангику. Гин отводит Хинамори к Непорочной башне, где её встречает Айдзен. Неожиданно он пронзает её мечом. Появляется Тосиро, которому Айдзен рассказывает, что он очень давно планировал предать Сообщество душ. Тосиро высвобождает свой банкай, но Айдзен с лёгкостью его побеждает. Появляется капитан Унохана, которой Айдзен демонстрирует, что его труп был гипнозом. Айдзен и Гин телепортируются на место казни, Тоусен Канаме, который также оказался подчинённым Айдзена, захватывает в плен Рэндзи и Рукию и тоже телепортируется на место казни. Айдзен извлекает из Рукии предмет под названием Хьугоку, способный дать его владельцу силу пустого. Итиго, Рэндзи и капитан Комамура пытаются атаковать Айдзена, но он легко их побеждает. Айдзен рассказывает, убийство Совета 46, казнь Рукии и вторжение Итиго являлись частью его замысла по добыче Хьугоку. На месте казни появляются большинство высшего состава Готей 13, но Айдзен, Гин и Тоусен отступают через появившийся разрыв на небе. | | |                                                                             |                                                                             |

### Тома 21—30
| № | В Японии | В Японии | В России                                                                             | В России                                                                             |
| № | Дата публикации | ISBN | Дата публикации                                                                      | ISBN                                                                                 |
| --- | --- | --- | ------------------------------------------------------------------------------------ | ------------------------------------------------------------------------------------ |
| 21 | 3 марта 2006 г. | ISBN 4-08-874027-0 |                                                                                      |                                                                                      |
| - 179. Исповедь в сумерках - 180. То, что было после - 181. И дождь кончился - 182. Возвращение из шторма - 183. Взгляд в неизвестное - 184. Тишина - 185. Будь моей семьёй или нет - 186. Скажите вашим детям правду - 187. Сигары блюз (часть вторая) | - 179. Исповедь в сумерках - 180. То, что было после - 181. И дождь кончился - 182. Возвращение из шторма - 183. Взгляд в неизвестное - 184. Тишина - 185. Будь моей семьёй или нет - 186. Скажите вашим детям правду - 187. Сигары блюз (часть вторая)                                                                             | - 179. Исповедь в сумерках - 180. То, что было после - 181. И дождь кончился - 182. Возвращение из шторма - 183. Взгляд в неизвестное - 184. Тишина - 185. Будь моей семьёй или нет - 186. Скажите вашим детям правду - 187. Сигары блюз (часть вторая)                                                                             | Название тома - Будь моей семьёй или нет Персонаж на обложке Синдзи Хирако           | Название тома - Будь моей семьёй или нет Персонаж на обложке Синдзи Хирако           |
| Готей-13 лечит раненных после отступления Айдзена. Бьякуя рассказывает Рукии о причине принятия её в семью Кучики. Рукия примиряется с семьёй Сиба и решает остаться в Сообществе Душ. Итиго получает от Укитаке некую вещицу, которая может оповещать о появившихся пустых на расстоянии. Он вместе с Иноуэ, Садо, Ёруити и Урью возвращается в Каракуру. В класс Итиго поступает новичок, Синдзи Хирако, который оказывается вайзардом, пришедшим завербовать Итиго. На Урью нападает пустой, которого убивает отец Урью. Он обещает вернуть Урью силы квинси, но при условии, что тот никогда не станет помогать синигами. На Кона в теле Итиго тоже нападает пустой — Гранд Фишер — с которым сражался Итиго в 3-м томе, и который на самом деле оказался арранкаром. Его побеждает отец Итиго, Иссин, который оказался синигами. | | |                                                                                      |                                                                                      |
| 22 | 2 мая 2006 г. | ISBN 4-08-874049-1 |                                                                                      |                                                                                      |
| - 188. Сокрушить мир - 189. Решение - 190. Конкистадоры - 191. Конкистадоры 2 [Кричащая симфония] - 192. Конкистадоры 3 [Преследуемая жрица] - 193. Конкистадоры 4 [Чёрное дерево и слоновая кость] - 194. Конкистадоры 5 [Мусор] - 195. Смерть и клубника (Повторение) - 196. Удар каменного круга - 197. Приближающаяся опасность | - 188. Сокрушить мир - 189. Решение - 190. Конкистадоры - 191. Конкистадоры 2 [Кричащая симфония] - 192. Конкистадоры 3 [Преследуемая жрица] - 193. Конкистадоры 4 [Чёрное дерево и слоновая кость] - 194. Конкистадоры 5 [Мусор] - 195. Смерть и клубника (Повторение) - 196. Удар каменного круга - 197. Приближающаяся опасность | - 188. Сокрушить мир - 189. Решение - 190. Конкистадоры - 191. Конкистадоры 2 [Кричащая симфония] - 192. Конкистадоры 3 [Преследуемая жрица] - 193. Конкистадоры 4 [Чёрное дерево и слоновая кость] - 194. Конкистадоры 5 [Мусор] - 195. Смерть и клубника (Повторение) - 196. Удар каменного круга - 197. Приближающаяся опасность | Название тома - Конкистадоры Персонаж на обложке Улькиорра Сифер                     | Название тома - Конкистадоры Персонаж на обложке Улькиорра Сифер                     |
| Урю решает тренироваться под руководством Руюкэна. В пригороде Каракуры появляются два арранкара, Ямми Лларго и Улькиорра Сифер. Садо, Иноуэ и Ичиго пытаются их остановить, но проигрывают бой. Им на помощь приходят Урахара и Ёруити, однако арранкары отступают. Для противостояния арранкарам в Каракуре появляются капитан Тосиро, лейтенанты Рэндзи и Рангику, а также Рукия, Иккаку и Юмитика. | | |                                                                                      |                                                                                      |
| 23 | 4 августа 2006 г. | ISBN 4-08-874140-4 |                                                                                      |                                                                                      |
| - 198. Ледяное разногласие - 199. Уродливый - 200. Ночь сокрушительного удара - 201. Ветер и занесённый снегом - 202. Недобрая судьба - 203. Недобрая судьба 2 «Монстр» - 204. Недобрая судьба 3 «Кровавый монстр» - 205. Недобрая судьба 4 «Чудовищный монстр» - 0.side-A Песок - 0.side-B Вращающее устройство | - 198. Ледяное разногласие - 199. Уродливый - 200. Ночь сокрушительного удара - 201. Ветер и занесённый снегом - 202. Недобрая судьба - 203. Недобрая судьба 2 «Монстр» - 204. Недобрая судьба 3 «Кровавый монстр» - 205. Недобрая судьба 4 «Чудовищный монстр» - 0.side-A Песок - 0.side-B Вращающее устройство                    | - 198. Ледяное разногласие - 199. Уродливый - 200. Ночь сокрушительного удара - 201. Ветер и занесённый снегом - 202. Недобрая судьба - 203. Недобрая судьба 2 «Монстр» - 204. Недобрая судьба 3 «Кровавый монстр» - 205. Недобрая судьба 4 «Чудовищный монстр» - 0.side-A Песок - 0.side-B Вращающее устройство                    | Название тома - Недобрая судьба Персонаж на обложке Иккаку Мадарамэ                  | Название тома - Недобрая судьба Персонаж на обложке Иккаку Мадарамэ                  |
| Улькиорра докладывает Айдзену о походе в Каракуру. Он говорит, что решил не убивать Итиго, чтобы в дальнейшем наблюдать за ростом его сил. Этому возражает другой арранкар, Гриммджо Джагерджак, считающий, что врагов нужно убивать. Синигами из Сообщества Душ решают искать себе ночлег, и в это время над Каракурой появляется Гриммджо и ещё пять арранкаров. Они рассредотачиваются по противникам: арранкар Ди Рой нападает на Садо, которого спасает Итиго; арранкары Шаулун и Наким нападают соответственно на Тосиро и Рангику; на Ренджи нападает арранкар Илфорт; арранкар Эдорад нападает на Юмитику и Иккаку. Рукия убивает Ди Роя с помощью своего дзанпакто, но на поле боя появляется Гриммджо, который ранит Рукию. Эдорад сражается с Иккаку, который во время битвы высвобождает свой банкай. | | |                                                                                      |                                                                                      |
| 24 | 4 октября 2006 г. | ISBN 4-08-874262-1 |                                                                                      |                                                                                      |
| - 206. Счастливчик - 207. Режим: Геноцид - 208. Ножницы - 209. Снять ограничения - 210. На полную мощь - 211. Озарение - 212. Ты больше не услышишь моё имя - 213. Пустяк - 214. Постоянный блюз бога | - 206. Счастливчик - 207. Режим: Геноцид - 208. Ножницы - 209. Снять ограничения - 210. На полную мощь - 211. Озарение - 212. Ты больше не услышишь моё имя - 213. Пустяк - 214. Постоянный блюз бога | - 206. Счастливчик - 207. Режим: Геноцид - 208. Ножницы - 209. Снять ограничения - 210. На полную мощь - 211. Озарение - 212. Ты больше не услышишь моё имя - 213. Пустяк - 214. Постоянный блюз бога | Название тома - Постоянный блюз бога Персонаж на обложке Гриммджоу Джаггерджак       | Название тома - Постоянный блюз бога Персонаж на обложке Гриммджоу Джаггерджак       |
| Иккаку побеждает Эдрада. Во время сражения с Тосиро, Шаулун рассказывает ему об Эспаде — 10-рых могучих арранкарах, и о том что у каждого из них есть свои номера от 1 до 10. Также он рассказывает что их лидер Гриммджо Джагерджак — 6 в Эспаде. Ичиго продолжает сражения с Гриммиджо и в ходе битвы высвобождает свой Банкай. Тосиро, Рэндзи и Рангику высвобождают свой предел, который делает синигами на 80 % сильнее, и с его помощью побеждают своих противников. Ичиго проигрывает Гриммджо и тот готовит нанести по нему финальный удар, однако его останавливает прибывший Тосэн который велит ему вернуться в Уэко Мундо, после чего оба исчезают. Прибыв в Лас Ночес Тосэн отрубает и уничтожает руку Гриммджо, так как он не послушал Айдзэна. Садо просит Урахару стать его учителем. Урю начинает тренировки, по возвращению силы Квинси. Ичиго решает стать сильнее и приходит к Вайзардам. | | |                                                                                      |                                                                                      |
| 25 | 4 декабря 2006 г. | ISBN 4-08-874289-3 |                                                                                      |                                                                                      |
| - 215. Вытащи своего Бога - 216. Подавление тьмы - 217. Дыра в моём сердце - 218. Тёмная сторона Вселенной 3 - 219. Чёрное и белое 3 - 220. Король и его конь - 221. И пусть мир рухнет - 222. Не раскачивайте трон - 223. Алое сотворение | - 215. Вытащи своего Бога - 216. Подавление тьмы - 217. Дыра в моём сердце - 218. Тёмная сторона Вселенной 3 - 219. Чёрное и белое 3 - 220. Король и его конь - 221. И пусть мир рухнет - 222. Не раскачивайте трон - 223. Алое сотворение                                                                                          | - 215. Вытащи своего Бога - 216. Подавление тьмы - 217. Дыра в моём сердце - 218. Тёмная сторона Вселенной 3 - 219. Чёрное и белое 3 - 220. Король и его конь - 221. И пусть мир рухнет - 222. Не раскачивайте трон - 223. Алое сотворение                                                                                          | Название тома - Не раскачивайте трон Персонаж на обложке Хичиго Сиросаки             | Название тома - Не раскачивайте трон Персонаж на обложке Хичиго Сиросаки             |
| Ичиго вступает в бой с Синдзи, чтобы они помогли ему контролировать силу пустого. Позже Хиёри занимает место Синдзи и активировав маску пустого начинает сражение с Ичиго. Ичиго побеждает Хиёри с помощью силы пустого. Вайзарды соглашаются помочь Ичиго, контролировать пустого. Ичиго начинает тренировку в которой, в глубине своего сознания, встречает Хичиго и начинает с ним сражение. Во время боя выясняется, что Хичиго тоже владеет Банкаем. Хичиго смертельно ранит Ичиго, но тот вспоминая своих друзей и свои сражения восстанавливает силы и продолжая сражаться, побеждает Хичиго. Перед исчезновением Хичиго просит Ичиго не умирать до следующей их встречи. Отойдя от транса Ичиго овладевает маской пустого после чего начинает тренироваться по её усовершенствованию. Сигэкуни Ямамото-Гэнрюсай докладывает Тосиро и Рангику о настоящей цели Айдзэна — создание ключа короля душ для захвата всего мира и власти над ним. В это время Садо тренируется с Рэндзи для получения новой силы. Иноуэ спешит рассказать Ичиго и остальным о плане Айдзэна. | | |                                                                                      |                                                                                      |
| 26 | 2 февраля 2007 г. | ISBN 4-08-874315-8 |                                                                                      |                                                                                      |
| - 224. Имитированное веселье - 225. Пройди сквозь мой барьер - 226. Правее моего сердца - 227. Безоружный солдат - 228. Не смотри назад - 229. Воющий ураган - 230. Смертельное белое вторжение - 231. Чудовищное наступление - 232. Чудовищное наступление 2 - 233. Нарушитель | - 224. Имитированное веселье - 225. Пройди сквозь мой барьер - 226. Правее моего сердца - 227. Безоружный солдат - 228. Не смотри назад - 229. Воющий ураган - 230. Смертельное белое вторжение - 231. Чудовищное наступление - 232. Чудовищное наступление 2 - 233. Нарушитель                                                     | - 224. Имитированное веселье - 225. Пройди сквозь мой барьер - 226. Правее моего сердца - 227. Безоружный солдат - 228. Не смотри назад - 229. Воющий ураган - 230. Смертельное белое вторжение - 231. Чудовищное наступление - 232. Чудовищное наступление 2 - 233. Нарушитель                                                     | Название тома - Чудовищное наступление Персонаж на обложке Луппи Антенор             | Название тома - Чудовищное наступление Персонаж на обложке Луппи Антенор             |
| Иноуэ найдя Ичиго рассказывает план Айдзэна и уходит. Позже Иноуэ находит Ёруити и просит пойти с ней для важного дела. Рэндзи продолжает тренировать Садо по усовершенствованию силы. Хиёри продолжает тренировать Ичиго по усовершенствованию маски пустого. Урю продолжает тренировки по возвращению силы Квинси, но проигрывает Рюкэну. Иноуэ приходит к Урахаре и тот просит её больше не сражаться с арранкарами. После этого Иноуэ встречает Рукию и рассказывает ей о просьбе Урахары, на что Рукия просит её не терять веры в себя и продолжать бороться. Хиёри находит Иноуэ и приводит её к Хатигэн Усёда — одному из вайзардов. Прибыв на место Хиёри продолжает тренировать Ичиго, а Хатигэн исцеляет Цубаки, превратившегося в пыль во время вторжения Улькиорры и Ямми. Хатигэн спрашивает Иноуэ готова ли она сражаться с арранкарами, на что та отвечает что она готова к этому и вместе с Рукией уходит. В это время Ямми с восстановленной рукой собирается отомстить Ичиго, а Айдзэн решает встретиться с Иноуэ. С помощью Хогёку, Айдзэн создаёт нового арранкара, Вандервайса Марджела и приказывает остальным арранкарам напасть на Каракуру. Рукия начинает тренировать Иноуэ по усовершенствованию Сюн Cюн Рикка. В это время на Каракуру нападают Ямми, Гриммджо, Луппи Антенор, заменяющий Гриммджо в Эспаде с номером 6, и Вандервайс. В битву с ними вступают Иккаку, Юмичка, Рангику и Тосиро. Выясняется, что Ямми 10 в Эспаде. Ичиго чувствуя что друзья в опасности спешит к ним на помощь. К ним же на подмогу отправляются Рукия и Урахара. Ичиго сталкивается с Гриммджо и начинает с ним бой. Ичиго использует маску пустого против Гриммджо и ранит его, но ненадолго. Тем временем арранкары сражается с Иккаку, Рангику, Тосиро и Юмичкой. На помощь к ним приходит Урахара. Иноуэ в это время спешит на помощь к остальным, но ей преграждает дорогу Улькиорра. | | |                                                                                      |                                                                                      |
| 27 | 4 апреля 2007 г. | ISBN 4-08-874339-4 |                                                                                      |                                                                                      |
| - 234. Никаких переговоров - 235. Обледенелая хватка - 236. Солнце уже село - 237. Прощайте, спокойные деньки - 238. Бескрылый орёл - 239. Крылатый орёл - 240. Восстановление - 241. Серебряное пламя - 242. Два парня жгут | - 234. Никаких переговоров - 235. Обледенелая хватка - 236. Солнце уже село - 237. Прощайте, спокойные деньки - 238. Бескрылый орёл - 239. Крылатый орёл - 240. Восстановление - 241. Серебряное пламя - 242. Два парня жгут | - 234. Никаких переговоров - 235. Обледенелая хватка - 236. Солнце уже село - 237. Прощайте, спокойные деньки - 238. Бескрылый орёл - 239. Крылатый орёл - 240. Восстановление - 241. Серебряное пламя - 242. Два парня жгут | Название тома - Прощайте, спокойные деньки. Персонаж на обложке Орихиме Иноуэ        | Название тома - Прощайте, спокойные деньки. Персонаж на обложке Орихиме Иноуэ        |
| Улькиорра требует, чтобы Иноуэ пошла с ним к Айдзану. Луппи продолжает сражение с синигами и собирается убить Рангику, но в последний миг её спасает Тосиро и замораживает Луппи. Ямми начинает сражение с Урахарой но проигрывает ему. Гриммджо пытается убить Ичиго, но его останавливает прибывшая на помощь Рукия и с помощью Второго танца замораживает Гриммджо, но тот выбирается из ловушки и готов убить Рукию, но её спасает Хирако. Хирако, одев маску пустого, одолевает Гриммджо и готов нанести финальный удар, но появляется Улькиорра чтобы доложить что их миссия завершена. Арранкары возвращаются в Уэко Мундо. Иноуэ приходит к спящему Ичиго и прощается с ним. Ичиго узнаёт об исчезновений Иноуэ и получает от Ямамото отказ о спасении Иноуэ, так как считает что та перешла на сторону арранкаров, и приказывает синнигами вернуться в Общество душ, чтобы подготовиться к сражению с арранкарами. Тацуки пытается найти Иноуэ и спрашивает о ней Ичиго и рассказывает ему, что она знает, что он синигами, но Ичиго ничего не отвечает ей и уходит. Позже Ичиго отправляется к Урахаре, чтобы отправиться в Уэко Мундо и спасти Иноуэ. Вместе с ним туда же отправляются Садо и Урю. Ичиго, Садо и Урю отправляются в Уэко Мундо. Тацуки, Кэйго и Мидзуиро узнали об этом, выследив Ичиго, но Урахара предвидел это. Прибыв в Лас Ночэс, Иноуэ демонстрирует свой способности Айдзэну, исцелив руку Гриммджо и тот убивает Луппи, тем самым вернув своё место в Эспаде. Айдзэн узнаёт что Ичиго и его друзья отправляются в Уэко Мундо. Ичиго, Садо и Урю прибывают в Уэко Мундо и начинают поиски. На них нападают двое арранкаров, служащие Айдзэну. В битву с ними вступают Урю и Садо. | | |                                                                                      |                                                                                      |
| 28 | 4 июня 2007 г. | ISBN 4-08-874365-3 |                                                                                      |                                                                                      |
| - 243. Сустав и стрела - 244. Страхом порождённые - 245. Путь без врагов - 246. Великое пустынное братство - 247. Объединение в пустыне - 248. Выживи и вернись сюда снова - 249. Назад к невинности - 250. Пять путей к трём фигурам - 251. Наставления барона. Лекция первая | - 243. Сустав и стрела - 244. Страхом порождённые - 245. Путь без врагов - 246. Великое пустынное братство - 247. Объединение в пустыне - 248. Выживи и вернись сюда снова - 249. Назад к невинности - 250. Пять путей к трём фигурам - 251. Наставления барона. Лекция первая                                                      | - 243. Сустав и стрела - 244. Страхом порождённые - 245. Путь без врагов - 246. Великое пустынное братство - 247. Объединение в пустыне - 248. Выживи и вернись сюда снова - 249. Назад к невинности - 250. Пять путей к трём фигурам - 251. Наставления барона. Лекция первая                                                      | Название тома - Полный курс наставлений барона Персонаж на обложке Дордони Алесандро | Название тома - Полный курс наставлений барона Персонаж на обложке Дордони Алесандро |
| В битве с арранкарами Урю и Садо использует свой новые способности и побеждают своих противников. Ичиго и остальные отправляются в убежище Айдзэна. Тем временем Айдзэн собирает Эспаду и докладывает о проникновении Ичиго и его друзей в Уэко Мундо и приказывает им пока не нападать на них. Тем временем Урю рассказывает Ичиго о том, что пустые, которые находятся в Уэко Мундо, становятся сильнее, чем те, которые находятся на земле. Позже они видят как пустые охотятся за девочкой-арранкаром и решают спасти её, но узнают, что нападение пустых на девочку-арранкара было лишь их игрой. Она называет Ичиго своё имя — Неллиель Ту Оделшванк и свой Фрасьон, Пеше и Дондочак. На Ичиго и Нелл и их друзей нападает Менос по имени Лунуганга, Ичиго и остальные пытаются атаковать его, но бесполезно. Лунуганга уже готов проглотить их, но их спасают пришедшие на помощь Рукия и Рэндзи. Ичиго вместе с остальными проникают в Лас Ночес. Улькиорра оповещает Иноуэ что Ичиго и его соратники проникли в убежище, чтобы спасти её и говорит ей, чтобы она ничего не делала. Позже Улькиорра рассказывает Нноитру Джилгу — члену Эспады, что похищение Иноуэ нужно для осуществления плана Айдзэна и что она не сможет никуда убежать от них, так как Улькиорра надавил на её психическое состояние когда явился перед ней. В это время Ичиго и его друзья разделяются и клянутся друг другу что выберутся невредимыми. Иноуэ вспоминает как Айдзэн показал ей Хогёку и что он доверяет ей и решает уничтожить Хогёку любой ценой. Ичиго и Нелл сталкиваются с Дордони Алессандро дель Сокаччио — членом Приварон Эспады. Ичиго начинает бой с Дордони. Тем временем Тосэн и Гин узнают о проникновении Ичиго и его товарищей. Садо и Урю сталкиваются с ещё двумя членами Приварон Эспады. Ичиго продолжает атаковать Дордони, но безуспешно. Нелл решает помочь Ичиго победить.         | | |                                                                                      |                                                                                      |
| 29 | 3 августа 2007 г. | ISBN 4-08-874398-1 |                                                                                      |                                                                                      |
| - 252. Отпор лекции барона - 253. Не называй меня «детка» - 254. Шоколад оставить здесь - 255. Не дыши в зарослях - 256. Бесконечно скользкий - 257. Охота на птицу - 258. Зил Шнайдер - 259. Мерцающий огонёк - 260. Правая рука великана 2 | - 252. Отпор лекции барона - 253. Не называй меня «детка» - 254. Шоколад оставить здесь - 255. Не дыши в зарослях - 256. Бесконечно скользкий - 257. Охота на птицу - 258. Зил Шнайдер - 259. Мерцающий огонёк - 260. Правая рука великана 2                                                                                        | - 252. Отпор лекции барона - 253. Не называй меня «детка» - 254. Шоколад оставить здесь - 255. Не дыши в зарослях - 256. Бесконечно скользкий - 257. Охота на птицу - 258. Зил Шнайдер - 259. Мерцающий огонёк - 260. Правая рука великана 2                                                                                        | Название тома - Резкая опера Персонаж на обложке Тируити Тандервитч                  | Название тома - Резкая опера Персонаж на обложке Тируити Тандервитч                  |
| Ичиго продолжает сражение с Дордони. Дордони наносит Ичиго удар с помощью Серо, но того в последнюю секунду спасает Нелл, при этом поглотив Серо и направив её на Дордони. Дордони ранит Нелл и готов убить её, но Ичиго активирует Банкай и спасает её. Ичиго использует против Дордони маску пустого и побеждает его и вместе с Нелл направляется дальше. Появляется отряд Экзекиасов и убивает Дордони. Выясняется что этот приказ отдал Заэль Апорро Гранц — член Эспады. В это время Урю сражается с Чируччи Сандервиччи — членом Приварон Эспады. На подмогу к Урю приходит Пеше. С помощью Зеле Шнайдера Урю побеждает Чируччи и вместе с Пеше направляется дальше. Появляется отряд Экзекиасов и убивает Чируччи. В это время Садо сражается с Гантенбейнной Москедой — членом Приварон Эспады. Во время сражения Садо активирует свои новые способности — Правую руку гиганта и Левуй руку дьявола. | | |                                                                                      |                                                                                      |
| 30 | 4 октября 2007 г. | ISBN 4-08-874423-0 |                                                                                      |                                                                                      |
| - 261. Левая рука дьявола - 262. Несмешивающийся - 263. Неожиданный - 264. Не произноси больше это имя - 265. Ударная волна - 266. Прячься от солнца - 267. Легионы поглощённых - 268. Ты — не сдавайся смерти - 269. Конец близок | - 261. Левая рука дьявола - 262. Несмешивающийся - 263. Неожиданный - 264. Не произноси больше это имя - 265. Ударная волна - 266. Прячься от солнца - 267. Легионы поглощённых - 268. Ты — не сдавайся смерти - 269. Конец близок                                                                                                  | - 261. Левая рука дьявола - 262. Несмешивающийся - 263. Неожиданный - 264. Не произноси больше это имя - 265. Ударная волна - 266. Прячься от солнца - 267. Легионы поглощённых - 268. Ты — не сдавайся смерти - 269. Конец близок                                                                                                  | Название тома - Нет никакого сердца без Вас Персонаж на обложке Кайэн Сиба           | Название тома - Нет никакого сердца без Вас Персонаж на обложке Кайэн Сиба           |
| С помощью своих новых способностей, Правой руки гиганта и Левой руки дьявола, Садо побеждает Гантенбейнна и оставляет того в живых. После этого Садо сталкивается с Нноитрой Джилгой и начинает с ним бой, но проигрывает ему. Рэндзи сталкивается с Заель-Апорро Гранцом и начинает с ним бой. Во время битвы Заэль Апорро говорит, что он знает все техники Рэндзи, так как его старший брат Илфордт Гранц, с которым Рэндзи сражался раньше, перед смертью передал ему всю информацию. Рукия сталкивается с Аарониро Арруруэри — членом Эспады. Выясняется что Аарониро является Кайэном Сибой, бывший лейтенант 13 отряда и делает попытки убить её. Рукия понимает что это не Кайэн и начинает сражение с ним. Рукия видит настоящий облик Аарониро и тот рассказывает что он может поглощать мёртвые души, включая Кайэна, и принимать их облик и использовать их способности, но он может применять другое обличье только в темноте, поэтому он и избегает света. Также выясняется, что Аарониро 9 в Эспаде. Аарониро высвобождает свой дзанпакто и продолжает сражение в полную силу, но та побеждает его и теряет сознание. Члены Эспады узнают о смерти Аарониро. Ичиго сталкивается с Улькиоррой. | | |                                                                                      |                                                                                      |

### Тома 31—40
| № | В Японии | В Японии | В России                                                                          | В России                                                                          |
| № | Дата публикации | ISBN | Дата публикации                                                                   | ISBN                                                                              |
| --- | --- | --- | --------------------------------------------------------------------------------- | --------------------------------------------------------------------------------- |
| 31 | 4 декабря 2007 г. | ISBN 978-4-08-874444-5 |                                                                                   |                                                                                   |
| - 270. Опасность - 271. Если восстанешь из пепла - 272. Не обрывай моё наслаждение - 273. ПЁС ест ПСА - 274. Монстр - 275. Объединённый фронт 2 (Красное и Белое) - 276. Защита Зверя - 277. Разрушение Согласованности - 278. Лечение к Битве | - 270. Опасность - 271. Если восстанешь из пепла - 272. Не обрывай моё наслаждение - 273. ПЁС ест ПСА - 274. Монстр - 275. Объединённый фронт 2 (Красное и Белое) - 276. Защита Зверя - 277. Разрушение Согласованности - 278. Лечение к Битве                                                           | - 270. Опасность - 271. Если восстанешь из пепла - 272. Не обрывай моё наслаждение - 273. ПЁС ест ПСА - 274. Монстр - 275. Объединённый фронт 2 (Красное и Белое) - 276. Защита Зверя - 277. Разрушение Согласованности - 278. Лечение к Битве                                                           | Название тома - Не обрывай моё наслаждение Персонаж на обложке Заэль Апорро Гранц | Название тома - Не обрывай моё наслаждение Персонаж на обложке Заэль Апорро Гранц |
| Улькиорра признаётся Ичиго что именно он вынудил Иноуэ присоединиться к арранкарам, на что тот в ярости атакует его, но проигрывает и умирает. Рэндзи продолжает атаковать Заэль Апорро, но терпит поражение и проигрывает ему. На Иноуэ нападают нумеросы Лоли Аивирнэ и Мэноли Малиа, так как хотят быть ближе к Айдзэну, но её спасает Гриммджо. Заэль Апорро готов нанести финальный удар по Рэндзи с помощью своего франсьона, но того спасает подоспевший на помощь Урю. Гриммджо и Иноуэ отправляются на поиски Ичиго. Урю терпит поражение, так как Заэль Апорро предвидел все его способности, следя за его боем с Чируччи. Рэндзи и Урю наносят Заель-Апорро фатальный удар, однако тот восстанавливает свои силы с помощью одного своего франсьона которого он поглощает. Гриммджо приводит Иноуэ к мёртвому Ичиго чтобы та излечила его и он смог сразиться с ним. Улькорра узнаёт о планах Гриммджо и прибывает на место битвы. С помощью техники Каха Негасьон, Гриммджо отправляет Улькиорру в другое пространство. Восстановившийся, с помощью Иноуэ, Ичиго начинает сражение с Гриммджо. | | |                                                                                   |                                                                                   |
| 32 | 4 февраля 2008 г. | ISBN 978-4-08-874473-5 |                                                                                   |                                                                                   |
| - 279. Перегрызающие горло - 280. Перегрызающие горло 2 - 281. Лязг Дерзости - 282. Животный страх - 283. Ты больше не навредишь - 284. История пантеры и теней - 285. Пожирание одного — одиночество короля - 286. Зуб и Коготь - −16. Смерть в ледяных областях | - 279. Перегрызающие горло - 280. Перегрызающие горло 2 - 281. Лязг Дерзости - 282. Животный страх - 283. Ты больше не навредишь - 284. История пантеры и теней - 285. Пожирание одного — одиночество короля - 286. Зуб и Коготь - −16. Смерть в ледяных областях                                        | - 279. Перегрызающие горло - 280. Перегрызающие горло 2 - 281. Лязг Дерзости - 282. Животный страх - 283. Ты больше не навредишь - 284. История пантеры и теней - 285. Пожирание одного — одиночество короля - 286. Зуб и Коготь - −16. Смерть в ледяных областях                                        | Название тома - Рёв Персонаж на обложке Гриммджоу Джагерджак                      | Название тома - Рёв Персонаж на обложке Гриммджоу Джагерджак                      |
| Битва между Ичиго и Гриммджо продолжается. В бою Ичиго использует маску пустого, а Гриммджо высвобождает свою истинную форму. Гриммджо вспоминает о том как он был пустым и став адьюкасом заслужил уважение других пустых. Ичиго побеждает Гриммджо и вместе с Иноуэ собираются уйти из Уэко Мундо, но их останавливает раненый Гриммджо и требует от Ичиго реванша. Появляется Нноитра и, ранив Гриммджо, начинает бой с Ичиго. | | |                                                                                   |                                                                                   |
| 33 | 4 апреля 2008 г. | ISBN 978-4-08-874494-0 |                                                                                   |                                                                                   |
| - 287. Не забывай, пока не умрёшь - 288. Плохая шутка - 289. Маска со шрамом - 290. Сломанная маска - 291. Спасибо, что защищаешь меня - 292. Разорви мою копию - 293. Жажда объединения - 294. Если назовёшь меня зверем, умрёшь без промедлений - 295. Последнее задание | - 287. Не забывай, пока не умрёшь - 288. Плохая шутка - 289. Маска со шрамом - 290. Сломанная маска - 291. Спасибо, что защищаешь меня - 292. Разорви мою копию - 293. Жажда объединения - 294. Если назовёшь меня зверем, умрёшь без промедлений - 295. Последнее задание                               | - 287. Не забывай, пока не умрёшь - 288. Плохая шутка - 289. Маска со шрамом - 290. Сломанная маска - 291. Спасибо, что защищаешь меня - 292. Разорви мою копию - 293. Жажда объединения - 294. Если назовёшь меня зверем, умрёшь без промедлений - 295. Последнее задание                               | Название тома - The Bad Joke / Плохая шутка Персонаж на обложке Ноитора Дзируга   | Название тома - The Bad Joke / Плохая шутка Персонаж на обложке Ноитора Дзируга   |
| В ходе битвы, выясняется, что Нноитра 5 в Эспаде. Тем временем Рэндзи и Урю продолжают бой с Заэль Апорро и тот высвобождая свою форму создаёт клоны своих противников. Ичиго продолжает сражение с Нноитрой. Заметив Нелл, Нноитра рассказывает Ичиго, о том что Нелл когда то была членом Эспады и тот рассказывает что именно он выгнал Нелл из Эспады, при этом он изменил её внешность и стёр её память. Нелл возвращает свою настоящую форму и начинает сражение с Нноитрой. Рэндзи и Урю побеждают своих клонов противников. Заэль Апорро применяет истинную силу своего дзанпакто и с её помощью высасывает часть сущности Рэндзи и Урю и превращает их в кукол и уничтожает их органы. Нноитра вспоминает о том как он и Заэль Апорро обессилили Нелл и её Франсьон и те стали бесполезными. Заэль Апорро хочет уничтожить все органы Рэндзи и Урю, но кукол вуду отбирают у него Пеше и Дондочакка и те начинают с ним сражение. | | |                                                                                   |                                                                                   |
| 34 | 4 июля 2008 г. | ISBN 978-4-08-874541-1 |                                                                                   |                                                                                   |
| - 296. Изменившись вновь и вновь - 297. Царь убийства - 298. Вторженцы 3 - 299. Словесная война - 300. Проклятие, что зовётся любовью - 301. Вовсе не равен - 302. Гордость на клинке - 303. Думдум-Пустышка-Ошарашенный - 304. Битва варваров - 305. Восставший феникс | - 296. Изменившись вновь и вновь - 297. Царь убийства - 298. Вторженцы 3 - 299. Словесная война - 300. Проклятие, что зовётся любовью - 301. Вовсе не равен - 302. Гордость на клинке - 303. Думдум-Пустышка-Ошарашенный - 304. Битва варваров - 305. Восставший феникс                                  | - 296. Изменившись вновь и вновь - 297. Царь убийства - 298. Вторженцы 3 - 299. Словесная война - 300. Проклятие, что зовётся любовью - 301. Вовсе не равен - 302. Гордость на клинке - 303. Думдум-Пустышка-Ошарашенный - 304. Битва варваров - 305. Восставший феникс                                  | Название тома - Царь убийства Персонаж на обложке Нелиель Ту Одершванк            | Название тома - Царь убийства Персонаж на обложке Нелиель Ту Одершванк            |
| Нелл высвобождает форму своего меча и наносит по Нноитре удар, но она снова превращается в ребёнка. Пеше и Дондочакка пытаются атаковать Заэль Апорро, но тот отражает их атаку. Тэсра Линдокруз высвобождает свою форму и добивает раненого Ичиго. Зоммари Реру — член Эспады решает доделать работу Аарониро, убить Рукию. Тэсра готов нанести финальный удар по Ичиго, но его останавливает подоспевший на помощь Дзараки Кэмпати. Дзараки убивает Тэсру разрубив его на части. Также вместе с ним прибывают Бякуя Кучики, Рэцу Унохана, Маюри Куроцути, Нэму Куроцути, Ятиру Кусадзиси, Исанэ Котэцу и Ханатаро Ямада. Бякуя начинает сражение с Зоммари Реру. Зоммари высвобождает свою форму и пытается подчинить себе Бякую, но тот отражает все его атаки гипноза. Позже Зоммари решает подчинить себе раненую Рукию, но Бякуя отменяет его атаки. В конце Бякуя использует Банкай и побеждает его. Маюри начинает схватку с Заэль Апорро, он использует всю свою силу против Маюри, но тот предвидел все его попытки, с помощью бактерий которых он заложил в Урю во время их боя в Обществе душ, и обезвреживает их. Маюри использует свой Банкай против Заэль Апорро и убивает его, однако тот возрождается выйдя из тела Нэму Куроцути. Однако Маюри перед этим ввёл в Нэму, наркотик который он назвал «сверхчеловеческим», способный замедлять движения противника и чувствовать нанесённую рану раз в сотни лет. Маюри убивает Заэль Апорро. | | |                                                                                   |                                                                                   |
| 35 | 3 октября 2008 г. | ISBN 978-4-08-874575-6 |                                                                                   |                                                                                   |
| - 306. Не прекрасно послушный - 307. Укусите его, Разрежте это - 308. САТАНА С ОРБИТЫ - 309. Молитесь относительно Богомола - 310. ЧЕТЫРЕ РУКИ К УБИЙСТВУ ВАС - 311. Бессмертный 4 - 312. Пылкий — Яростный - 313. ЗАКРЫТЬ ВАШ МИР - 314. Ночная Сторона Похищения - 315. МАРТ СМЕРТИ | - 306. Не прекрасно послушный - 307. Укусите его, Разрежте это - 308. САТАНА С ОРБИТЫ - 309. Молитесь относительно Богомола - 310. ЧЕТЫРЕ РУКИ К УБИЙСТВУ ВАС - 311. Бессмертный 4 - 312. Пылкий — Яростный - 313. ЗАКРЫТЬ ВАШ МИР - 314. Ночная Сторона Похищения - 315. МАРТ СМЕРТИ                    | - 306. Не прекрасно послушный - 307. Укусите его, Разрежте это - 308. САТАНА С ОРБИТЫ - 309. Молитесь относительно Богомола - 310. ЧЕТЫРЕ РУКИ К УБИЙСТВУ ВАС - 311. Бессмертный 4 - 312. Пылкий — Яростный - 313. ЗАКРЫТЬ ВАШ МИР - 314. Ночная Сторона Похищения - 315. МАРТ СМЕРТИ                    | Название тома - Выше, чем луна Персонаж на обложке Маюри Куроцути                 | Название тома - Выше, чем луна Персонаж на обложке Маюри Куроцути                 |
| После битвы с Заель-Апорро, Маюри излечивает Урю и Рэндзи. Дзараки продолжает сражение с Нноитрой. В бою Дзараки использует всю свою силу, а Нноитра высвобождает свою форму. Дзараки вспоминает о том как он учился искусству кендо у Ямамото. Нноитра вспоминает одну из своих бесед с Нелл в которой он сказал ей что когда-нибудь его победит и убьёт сильный человек и он этому будет рад. Дзараки побеждает Нноитру. Дзараки говорит Ичиго что он может вернуться вместе с Иноуэ в Каракуру. Ичиго и Иноуэ уже собираются вернуться домой, но появляется Койот Старрк — член Эспады и захватив Иноуэ отводит её к Айдзэну. Тем временем Айдзэн вместе с Тосэном и Гином начинают вторжение в Каракуру. Айдзэн говорит что синигами которые находятся в Уэко Мундо не смогут покинуть его территорию. Капитаны рассказывают что они с помощью Урахары Кискэ создали фальшивый город Каракуру, а настоящий вместе с её жителями отправили в Общество душ. Капитаны и лейтенанты Готэя 13 начинают сражение против Айдзэна, Гина, Тосэна, членами Эспады — Койота Старрка, Барагганом Луизенбарном, Тией Харрибэлой и их ним Фрасьоном. Тем временем Ичиго направляется в крепость где держит Иноуэ, выбравшийся из ловушки Улькиорра. | | |                                                                                   |                                                                                   |
| 36 | 4 декабря 2008 г. | ISBN 978-4-08-874603-6 |                                                                                   |                                                                                   |
| - −108. Обращай Маятник Вспять - −107. Обращай Маятник Вспять 2 - −106. Обращай Маятник Вспять 3 - −105. Обращай Маятник Вспять 4 - −104. Обращай Маятник Вспять 5 - −103. Обращай Маятник Вспять 6 - −102. Обращай Маятник Вспять 7 - −101. Обращай Маятник Вспять 8 - −100. Обращай Маятник Вспять 9 | - −108. Обращай Маятник Вспять - −107. Обращай Маятник Вспять 2 - −106. Обращай Маятник Вспять 3 - −105. Обращай Маятник Вспять 4 - −104. Обращай Маятник Вспять 5 - −103. Обращай Маятник Вспять 6 - −102. Обращай Маятник Вспять 7 - −101. Обращай Маятник Вспять 8 - −100. Обращай Маятник Вспять 9   | - −108. Обращай Маятник Вспять - −107. Обращай Маятник Вспять 2 - −106. Обращай Маятник Вспять 3 - −105. Обращай Маятник Вспять 4 - −104. Обращай Маятник Вспять 5 - −103. Обращай Маятник Вспять 6 - −102. Обращай Маятник Вспять 7 - −101. Обращай Маятник Вспять 8 - −100. Обращай Маятник Вспять 9   | Название тома - Обращай Маятник Вспять Персонаж на обложке Синдзи Хирако          | Название тома - Обращай Маятник Вспять Персонаж на обложке Синдзи Хирако          |
| События переносятся в прошлое на 110 лет до начала сюжетных линий. Ёруити Сихоин — капитан 2 отряда хочет назначить Урахару Кискэ — 3 офицера 2 отряда, капитаном 12 отряда. Урахару назначают капитаном 12 отряда. Став капитаном, Урахара никак не может найти общий язык с Хиёри Саругаки — лейтенантом 12 отряда. Синдзи Хирако — капитан 5 отряда — советует ему узнать её поближе. После этого Синдзи вместе с Айдзэном Соскэ — лейтенантом 5 отряда уходят. Урахара и Хиёри отправляются в «Гнездо личинок» — тюрьму, где держат самых опасных преступников. Прибыв в тюрьму, на Урахару и Хиёри нападают бандиты, но они одолевают их. После этого, Урахара делает заключённому Маюри Куроцути предложение: вытащить его, если тот будет помогать ему в исследованиях, на что тот даёт согласие. Айдзэн назначает молодого Гина Ичимару 3 офицером 5 отряда. Синигами выясняют, что на их товарищей кто-то нападает. Кэнсэй Мугурума — капитан 9 отряда вместе со своими подопечными решает разобраться в этом. По пути на место происшествия отряд Кэнсэя сталкивается с пустым, напавшим на молодого Сюхэя Хисаги. Кэнсэй убивает пустого и выручает его. Урахара посылает Хиёри на подмогу к отряду Кэнсэя. Позже отряд Кэнсэя разбивает лагерь на месте происшествия, чтобы поймать врага. Но посреди ночи подопечных Кэнсэя убивают. Готэй-13 выясняет о нападении на отряд Кэнсэя. Чтобы разобраться в этом, Сигэкуни Ямамото-Гэнрюсай приказывает Синдзи Хирако, Хатигэну Усёде, Лизе Ядомару и Лаву Айкаве отправиться на разведку. Прибыв на место, они видят, что Кэнсэй и Масиро Куна стали пустыми и начинают их атаковать. Урахара и Тэссай Цукабиси отправляются к ним на подмогу. Отряду синигами удаётся одолеть превратившихся в пустых Кэнсэя и Масиро. Однако, они сами становятся пустыми из-за полученных в бою ран. Синдзи выясняет, что на подопечных Кэнсэя напал Тосэн Канамэ, по приказу Айдзэна. | | |                                                                                   |                                                                                   |
| 37 | 4 февраля 2009 г. | ISBN 978-4-08-874628-9 |                                                                                   |                                                                                   |
| - −99. Обращай Маятник Вспять 10 - −98. Обращай Маятник Вспять 11 - −97. Остановим Же Маятник - 316. Махнув Клинком - 317. Шесть Сердец Забьются Как Одно - 318. Пять Башен. Четыре Столпа - 319. Муравьи и Драконы - 320. Красота Так Одинока - 321. Чёрный Шиповник и Малинник - 322. Клятва Под Розой | - −99. Обращай Маятник Вспять 10 - −98. Обращай Маятник Вспять 11 - −97. Остановим Же Маятник - 316. Махнув Клинком - 317. Шесть Сердец Забьются Как Одно - 318. Пять Башен. Четыре Столпа - 319. Муравьи и Драконы - 320. Красота Так Одинока - 321. Чёрный Шиповник и Малинник - 322. Клятва Под Розой | - −99. Обращай Маятник Вспять 10 - −98. Обращай Маятник Вспять 11 - −97. Остановим Же Маятник - 316. Махнув Клинком - 317. Шесть Сердец Забьются Как Одно - 318. Пять Башен. Четыре Столпа - 319. Муравьи и Драконы - 320. Красота Так Одинока - 321. Чёрный Шиповник и Малинник - 322. Клятва Под Розой | Название тома - Красота Так Одинока Персонаж на обложке Юмитика Аясэгава          | Название тома - Красота Так Одинока Персонаж на обложке Юмитика Аясэгава          |
| Айдзэн рассказывает Синдзи, что именно он стоит за исчезновением людей и превращений синигами в пустых. Айдзэн готов их всех убить, но его останавливают прибывшие на помощь Урахара и Тэссай. Тэссай атакует их с помощью своего мощного кидо, но Айдзэн блокирует атаку и исчезает. Урахара пытается остановить процесс превращения синигами в пустых с помощью Хогёку, но бесполезно. Позже, Урахару и Тэссая арестовывают по подозрению в экспериментах с холлоуфикацией. Совет 46 уже готов вынести им приговор, но появляется Ёруити и, захватив Вайзардов, помогает Урахаре и Тэссаю сбежать. Дальше события переносятся в настоящее время. Синигами Готэя 13 начинают сражение с арранкарами, а Вайзарды решают помочь синигами и выдвигаются вперёд. Ямамото использует свой дзанпакто и заключает Айдзэна, Гина и Тосэна в огненной тюрьме. Тем временем Ичиго продолжает двигаться к убежищу Айдзена. К входу в Лас Ночес Ичиго сталкивается с армией Экзекиасов. Рэндзи, Рукия и Садо приходят на помощь к Ичиго и начинают сражение с Экзекиасами. Ичиго врывается в крепость и сталкивается с Улькиоррой. Синигами начинают сражение с арранкарами. Барагган Луизенбарн — член Эспады решает уничтожить столбы чтобы вернуть настоящую Каракуру на место и посылает четверо пустых, чтобы те уничтожили их. Однако пустых убивают, охраняющие столбы, Иккаку, Юмитька, Идзура и Сюхэй. Барагган посылает свой Франсьон, чтобы уничтожить столбы. Юмитька начинает сражение с Шарлоттой Кулухорной — одним из Франсьонов Бараггана. Пытаясь его атаковать Юмитька терпит поражение. Шарлотта высвобождает свою форму и использует против Юмитьки технику Роса Бланка. Юмитька использует силу своего дзанпакто и убивает Шарлотту. | | |                                                                                   |                                                                                   |
| 38 | 3 апреля 2009 г. | ISBN 978-4-08-874649-4 |                                                                                   |                                                                                   |
| - 323. Мрачный, Жуткий и На Грани Отчаяния - 324. Клешни - 325. Страх за борьбу - 326. Сокрушающий Монстр - 327. СоКрушающие Монстры - 328. Дебаты На Кулаках - 329. Яростное Буйство - 330. Скрещённые Мечи - 331. Не Суди По Шкуре | - 323. Мрачный, Жуткий и На Грани Отчаяния - 324. Клешни - 325. Страх за борьбу - 326. Сокрушающий Монстр - 327. СоКрушающие Монстры - 328. Дебаты На Кулаках - 329. Яростное Буйство - 330. Скрещённые Мечи - 331. Не Суди По Шкуре                                                                     | - 323. Мрачный, Жуткий и На Грани Отчаяния - 324. Клешни - 325. Страх за борьбу - 326. Сокрушающий Монстр - 327. СоКрушающие Монстры - 328. Дебаты На Кулаках - 329. Яростное Буйство - 330. Скрещённые Мечи - 331. Не Суди По Шкуре                                                                     | Название тома - Страх за борьбу Персонаж на обложке - Сюхэй Хисаги                | Название тома - Страх за борьбу Персонаж на обложке - Сюхэй Хисаги                |
| Идзуру начинает сражение с Абирамы Реддер. Во время битвы Абирама высвобождает свою форму и начинает атаковать Идзуру, но используя силу своего дзанпакто Идзуру обезвреживает и убивает Абираму. Сюхэй продолжает сражение с Финдорр Калиас, тот высвобождает свою форму и атакует его. Сюхэй высвобождает силу своего дзанпакто и побеждает Финдорра. Тем временем Иккаку проигрывает Чхве Нон По и тот разрушает один из столбов. По хочет добить Иккаку, но того спасает Садзин Комамура и начинает сражение с По. Тэцудзаэмон Иба останавливает процесс перемещения с помощью маятников созданных Урахарой именно на этот случай. По высвобождает свою форму, однако Комамура, высвобождает свой Банкай и побеждает По. Начинаются сражения Сой Фон против Джио Вегой, Марэтиё Омаэда против Ниргге Пардоком, Тосиро Хицугая против Тии Харрибэл, Рангику Мацумото против Эмило Апаччи, Франчески Милы Розы и Циан Сун-Сун, Сюнсуй Кёраку против Койота Старрка. | | |                                                                                   |                                                                                   |
| 39 | 4 июня 2009 г. | ISBN 978-4-08-874674-6 |                                                                                   |                                                                                   |
| - 332. Клык И Жало - 333. Пепел И Саламандра - 334. Осадок Гипноза - 335. Связка химер - 336. Палач - 337. Дыра В Твоей Преисподней - 338. Падай В Мою Преисподнюю - 339. Смертоносные Цифры - 340. Противостоящий | - 332. Клык И Жало - 333. Пепел И Саламандра - 334. Осадок Гипноза - 335. Связка химер - 336. Палач - 337. Дыра В Твоей Преисподней - 338. Падай В Мою Преисподнюю - 339. Смертоносные Цифры - 340. Противостоящий                                                                                       | - 332. Клык И Жало - 333. Пепел И Саламандра - 334. Осадок Гипноза - 335. Связка химер - 336. Палач - 337. Дыра В Твоей Преисподней - 338. Падай В Мою Преисподнюю - 339. Смертоносные Цифры - 340. Противостоящий                                                                                       | Название тома - Палач Персонаж на обложке - Айон                                  | Название тома - Палач Персонаж на обложке - Айон                                  |
| Джио и Ниргге высвобождают свои формы и атакуют в полную силу, но Сой Фон и Марэтиё побеждают их и начинают сражение с Барагганом Луизенбарном. Рангику продолжает сражение с Эмило Апаччи, Франчески Милы Розы и Циан Сун-Сун, но терпит поражение. Эмило, Франческо и Циан нанося по Рангику свой мощный удар, но её в последний миг спасает Момо Хинамори. Рангику и Хинамори начинают сражение с Франсьоном Тий. Эмило, Франческо и Циан высвобождают свои формы и объединив силы призывают огромного пустого, Айона, который серьёзно ранит их. В битву с ним вступает Сюхэй, а Идзуру этим временем пытается излечить раненых Рангику и Хинамори. Тем временем Лилинетта безуспешно атакует Дзюсиро Укитакэ. Сюхэй терпит поражение в битве с Айоном. Ямамото решает помочь своим подопечным и побеждает Айона, Эмалу, Франческу и Циан. Рэндзи и Садо одолев Экзекиасов начинают сражения с пустыми. Рукия одолев всех Экзекиасов начинает сражение с Лодбоном — капитаном Экзекиас. Ичиго продолжает сражение с Улькиоррой. | | |                                                                                   |                                                                                   |
| 40 | 4 августа 2009 г. | ISBN 978-4-08-874712-5 |                                                                                   |                                                                                   |
| - 341. Зависть - 342. Жадность - 343. Обжорство - 344. Гордыня - 345. Лень - 346. Гнев - 347. Похоть - 348. Похоть 2 - 349. Похоть 3 | - 341. Зависть - 342. Жадность - 343. Обжорство - 344. Гордыня - 345. Лень - 346. Гнев - 347. Похоть - 348. Похоть 2 - 349. Похоть 3 | - 341. Зависть - 342. Жадность - 343. Обжорство - 344. Гордыня - 345. Лень - 346. Гнев - 347. Похоть - 348. Похоть 2 - 349. Похоть 3 | Название тома - Похоть Персонаж на обложке Улькиорра Сифер                        | Название тома - Похоть Персонаж на обложке Улькиорра Сифер                        |
| Садо и Рэндзи продолжают сражение с пустыми. Рукия продолжает сражение с Лодбоном во время которого Лодбон высвобождает свою форму. Улькиорра готов нанести Ичиго ранение, но того выручает Иноуэ. На Иноуэ снова нападают Лоли и Мэноли. Позже прибывает Ямми и убивает их и готов убить Иноуэ, но её спасает Урю и начинает бой с Ямми. Урю одолевает Ямми. Тем временем Рукия продолжает сражение с Экзекиасами, созданных Лодбоном с помощью своей высвобожденной формы. Ичиго надевает маску пустого, а Улькиорра преображается в свою настоящую форму. Улькиорра преображается во вторую форму своего дзанпакто. Ичиго пытается его атаковать силой пустого, но терпит поражение и проигрывает. | | |                                                                                   |                                                                                   |

### Тома 41—50
| № | В Японии | В Японии | В России                                                                     | В России                                                                     |
| № | Дата публикации | ISBN | Дата публикации                                                              | ISBN                                                                         |
| --- | --- | --- | ---------------------------------------------------------------------------- | ---------------------------------------------------------------------------- |
| 41 | 2 октября 2009 г. | ISBN 978-4-08-874734-7 |                                                                              |                                                                              |
| - 350. Похоть 4 - 351. Похоть 5 - 352. Похоть 6 - 353. Прах - 354. Сердце - 355. Асуль-Всплеск Крови - 356. Деспот Черепов - 357. Колосс Ужаса - 358. Король Облаков | - 350. Похоть 4 - 351. Похоть 5 - 352. Похоть 6 - 353. Прах - 354. Сердце - 355. Асуль-Всплеск Крови - 356. Деспот Черепов - 357. Колосс Ужаса - 358. Король Облаков | - 350. Похоть 4 - 351. Похоть 5 - 352. Похоть 6 - 353. Прах - 354. Сердце - 355. Асуль-Всплеск Крови - 356. Деспот Черепов - 357. Колосс Ужаса - 358. Король Облаков | Название тома - Сердце Персонаж на обложке Ямми Риялго                       | Название тома - Сердце Персонаж на обложке Ямми Риялго                       |
| Улькиорра убивает Ичиго, при этом оставив ему дыру на груди. Урю начинает с ним сражение, а Иноуэ пытается вылечить смертельную рану Куросаки, однако оба терпят поражение от руки Кварты. Улькиорра готов убить Исидо, но в последний миг пробуждается пустой внутри Ичиго и начинает схватку с Квартой. Пустой Ичиго одолевает Улькиорру, при этом лишив его руки и ноги, и под конец боя использует против него серо. Рукия побеждают Лодбона, тем самым останавливая процесс возрастания Экзекиас. Появляется Ямми и начинает сражение с Рукией, Рэнджи и Садо. Тем временем Пустой Ичиго (Хичиго) после использования серо лишает Улькиорру крыла и хочет добить, но его останавливает Исидо, на что Пустой Ичиго ранит квинси. Пустой хочет убить Урю с помощью серо, но раненый Кварта отрезает ему рог и отменяет атаку. Ичиго приходит в норму, при этом дыра, которую ему сделал Улькиорра, исчезает. Ичиго говорит Улькиорре чтобы они сражались наравне, так как Ичиго был без сознания, и просит ему тоже отрезать руку и ногу. Улькорра соглашается на это предложение, но из за полученных ран Улькиорра начинает рассыпаться. В конце Улькиорра вспоминает свой последний разговор с Иноуэ о человеческой душе и сказав, что он начал лучше понимать людей, рассыпаясь, исчезает. Во время боя Ямми высвобождает свою форму и выясняется что он одновременно и 10 и 0 член Эспады. Рукия, Рэнджи и Садо атакуют Ямми самыми мощными атаками, но терпят поражение. Тем временем в фальшивой Каракуре продолжается сражение между арранкарами и шинигами. Во время битвы с Тоширо, Тиа высвобождает свою форму и лишает Хицугаю левого крыла, но Тоширо предвидел это и использовал ледяного клона для приманки. Барраган рассказывает Сой Фонг и Марэтиё о том, что каждый член Эспады символизирует смерть по качествам человека.(1 — одиночество, 2 — старость, 3 — жертвенность, 4 — отчаяние, 5 — тщеславие, 6 — разрушение, 7 — интоксикацию, 8 — безумие, 9 — жадность, 10/0 — ярость) Тоширо направляет самые мощные атаки на Тию, но та отражает. Тогда капитан использует самою мощную технику своего Банкая, Хётэн Хёккасо и с её помощью побеждает Тию, заморозив её. Барагган высвобождает свою форму и атакует Сой Фонг, та лишается руки. | | |                                                                              |                                                                              |
| 42 | 4 декабря 2009 г. | ISBN 978-4-08-874762-0 |                                                                              |                                                                              |
| - 359. Замёрзший Обелиск - 360. Шок Королевы - 361. Ненавижу Одиночество, Но Оно Любит Меня - 362. Воющие Волки - 363. Сверх здоровяк из Ада - 364. Скалящиеся Мстители - 365. На Чьей Же Мы Стороне - 366. Пик Мстителя - 367. Твой Враг — Мой Враг | - 359. Замёрзший Обелиск - 360. Шок Королевы - 361. Ненавижу Одиночество, Но Оно Любит Меня - 362. Воющие Волки - 363. Сверх здоровяк из Ада - 364. Скалящиеся Мстители - 365. На Чьей Же Мы Стороне - 366. Пик Мстителя - 367. Твой Враг — Мой Враг                                                                         | - 359. Замёрзший Обелиск - 360. Шок Королевы - 361. Ненавижу Одиночество, Но Оно Любит Меня - 362. Воющие Волки - 363. Сверх здоровяк из Ада - 364. Скалящиеся Мстители - 365. На Чьей Же Мы Стороне - 366. Пик Мстителя - 367. Твой Враг — Мой Враг                                                                         | Название тома - Шок Королевы Персонаж на обложке Тиа Харрибэл                | Название тома - Шок Королевы Персонаж на обложке Тиа Харрибэл                |
| Марэтиё становится приманкой, пока Сой Фон обдумывает план нападения. Марэтиё пытается атаковать Баррагана, но тот с помощью «дыхания смерти» уничтожает все его атаки. Сой Фон атакует Баррагана с помощью своего Банкая и обезвреживает его. Сражение между Старрком и Кёраку продолжается. Старрк вместе с Лилинетт объединяются в истинную форму Старрка. Старрк атакует Кёраку с помощью серо своих пистолетов. В сражение со Старрком вступает Укитакэ. Укитакэ и Кёраку начинают сражение против Старрка. Появляется Вандервайс вместе с Меносом и освобождают Тию, Баррагана, Айдзэна, Гина и Тосэна из ловушек созданных синигами. Вандервайс и Старрк серьёзно ранят Укитакэ и Кёраку. Кажется уже что битва проиграна, как вдруг появляются Вайзарды и начинают сражение с арранкарами. Менос который пришёл вместе с Вандервайсом высвобождает Меносов Грандэ. Вайзарды одолевают всех Меносов Грандэ, с помощью масок пустых. Начинаются сражения Хиёри Саругаки, Лизы Ядомару и Тосиро Хицугаи против Тий Харрибэл, Сой Фон, Марэтиё и Хатигэна Усёды против Бараггана Луизенбарна, Лав Айкава и Родзюро Оторибаси против Койота Старрка, Садзин Комамура, Сюхэй Хисаги и Синдзи Хирако против Тосэна Канамэ, Масиро Куна против Вандервайса Марджела. | | |                                                                              |                                                                              |
| 43 | 4 февраля 2010 г. | ISBN 978-4-08-874794-1 |                                                                              |                                                                              |
| - 368. Бесстрашное Дитя - 369. Наплюй На Своего Бога - 370. Рассуждение о жизни с точки зрения бога - 371. Царство Пустых - 372. Метатель Стальной Булавы - 373. Волки Не Воют В Одиночку - 374. Серый волк. Красная кровь. Чёрное одеяние - 375. Уничтожение, Вымирание - 376. Уничтожение, Вымирание 2 - 377. Крик во Тьму | - 368. Бесстрашное Дитя - 369. Наплюй На Своего Бога - 370. Рассуждение о жизни с точки зрения бога - 371. Царство Пустых - 372. Метатель Стальной Булавы - 373. Волки Не Воют В Одиночку - 374. Серый волк. Красная кровь. Чёрное одеяние - 375. Уничтожение, Вымирание - 376. Уничтожение, Вымирание 2 - 377. Крик во Тьму | - 368. Бесстрашное Дитя - 369. Наплюй На Своего Бога - 370. Рассуждение о жизни с точки зрения бога - 371. Царство Пустых - 372. Метатель Стальной Булавы - 373. Волки Не Воют В Одиночку - 374. Серый волк. Красная кровь. Чёрное одеяние - 375. Уничтожение, Вымирание - 376. Уничтожение, Вымирание 2 - 377. Крик во Тьму | Название тома - Царство Пустых Персонаж на обложке Барагган Луизенбарн       | Название тома - Царство Пустых Персонаж на обложке Барагган Луизенбарн       |
| Масиро уничтожает последнего Меноса и начинает бой с Вандервайсом. Тем временем Хати атакует Баррагана с помощью кидо, но тот отражает все атаки. Хати создаёт самое мощное кидо и заключает в него Баррагана. Сой Фон использует свой Банкай и наносит Баррагану фатальный удар, но тот выбирается из ловушки и направляет «дыхание смерти» на Хати, но Хати, лишившись руки, направляет «дыхание смерти» на Баррагана. Барраган вспоминает о том дне когда он встретил Айдзэна, когда тот подчинил его себе и он решил отомстить ему за это. Перед смертью Барраган направляет свой дзанпакто на Айдзэна, но тот уничтожает его. Лав и Родзюро продолжают сражение со Старрком. Лав и Родзюро атакуют старка своими мощными атаками, но тот нейтрализует все атаки. Старрк призывает своих койотов и начинает сражение в полную силу. Лав и Родзюро терпят поражение, но Старрка атакует Кёраку. Лилинетт, в форме койота, подставляет себя под удар Кёраку и впоследствии умирает. Кёраку атакует Старрка и обезвредив его убивает. Разочаровавшись в своих солдатах, Айдзэн смертельно ранит Тию, считая, что она слишком слаба чтобы за него сражаться. Масиро проигрывает Вандервайсу. Кэнсэй решает помочь Масире и начинает сражение с Вандервайсом. Хиёри пытается атаковать Айдзэна, но её смертельно ранит Гин. Тем временем в Уэко Мундо Рукия, Рэндзи и Садо продолжают бой с Ямми, но проигрывают ему. Ичиго направляется на помощь к друзьям. | | |                                                                              |                                                                              |
| 44 | 2 апреля 2010 г. | ISBN 978-4-08-870020-5 |                                                                              |                                                                              |
| - 378. Глаза Победившего - 379. Ичиго против Ямми - 380. Дьявол, Дьявол, Дьявол, Дьявол - 381. Словам Ты Просто Не Нравишься - 382. Объединённый фронт. Союз в разногласии - 383. Ещё рано доверять - 384. Не Боишься Своего Меча - 385. Порочнее - 386. Животный | - 378. Глаза Победившего - 379. Ичиго против Ямми - 380. Дьявол, Дьявол, Дьявол, Дьявол - 381. Словам Ты Просто Не Нравишься - 382. Объединённый фронт. Союз в разногласии - 383. Ещё рано доверять - 384. Не Боишься Своего Меча - 385. Порочнее - 386. Животный                                                            | - 378. Глаза Победившего - 379. Ичиго против Ямми - 380. Дьявол, Дьявол, Дьявол, Дьявол - 381. Словам Ты Просто Не Нравишься - 382. Объединённый фронт. Союз в разногласии - 383. Ещё рано доверять - 384. Не Боишься Своего Меча - 385. Порочнее - 386. Животный                                                            | Название тома - Порочнее Персонаж на обложке Тосэн Канамэ                    | Название тома - Порочнее Персонаж на обложке Тосэн Канамэ                    |
| Ичиго начинает сражение с Ямми. Ичиго использует маску пустого и Гэцугу тэнсё против Ямми, но атака оказалась бесполезной. На помощь к Куросаки приходят Дзараки и Бякуя. Тем временем Маюри создаёт пространственные врата с помощью технологий умершего Заелья-Апорро. С помощью врат Ичиго и Унохана направляются обратно в Каракуру. Дзараки и Бякуя начинают бой против Ямми. Ичиго и Унохана отправляются в Каракуру чтобы остановить Айдзэна. Направляясь в пространственном измерений в Каракуру, Унохана рассказывает Ичиго о дзанпакто Айдзэна и его силе гипноза и что Ичиго единственный кто может противостоять способности Айдзэна. Во время боя Ямми высвобождает свою вторую форму и начинает атаковать в полную силу. Тем временем в Каракуре Комамура и Хисаги продолжают сражение с Тосэном. Синдзи начинает схватку с Айдзэном. Во время боя Тосэн использует маску пустого, тем самым выясняется, что Тосэн вайзард, и ранит Хисаги. В бою с Тосэном Камамура использует свой Банкай, но попытка оказывается бесполезной. Тосэн превращается в пустого и атакует Камамуру. Тосэн ранит Камамуру и уничтожает его Банкай. Тосэн наносит финальный удар, но его смертельно ранит Хисаги. | | |                                                                              |                                                                              |
| 45 | 4 июня 2010 г. | ISBN 978-4-08-870046-5 |                                                                              |                                                                              |
| - 387. Накал страстей - 388. Орёл без крыльев 2(Исключительное сочетание мастеров боя!) - 389. Крылатый Орёл 2 - 390. За гранью понимания смерти - 391. Пылающие Ледники - 392. раскалывающиеся Ледники - 393. Пылающий ад - 394. Пылающий ад 2 - 395. Пылающий ад 3 | - 387. Накал страстей - 388. Орёл без крыльев 2(Исключительное сочетание мастеров боя!) - 389. Крылатый Орёл 2 - 390. За гранью понимания смерти - 391. Пылающие Ледники - 392. раскалывающиеся Ледники - 393. Пылающий ад - 394. Пылающий ад 2 - 395. Пылающий ад 3                                                         | - 387. Накал страстей - 388. Орёл без крыльев 2(Исключительное сочетание мастеров боя!) - 389. Крылатый Орёл 2 - 390. За гранью понимания смерти - 391. Пылающие Ледники - 392. раскалывающиеся Ледники - 393. Пылающий ад - 394. Пылающий ад 2 - 395. Пылающий ад 3                                                         | Название тома - Пылающий ад Персонаж на обложке Сигэкуни Ямамото-Гэнрюсай    | Название тома - Пылающий ад Персонаж на обложке Сигэкуни Ямамото-Гэнрюсай    |
| Тосэн получает зрение и прося прощения у Камамуры и Хисаги за совершённые им ошибки умирает. Ичиго прибывает в Каракуру и атакует Айдзэна. Ичиго использует против Айдзэна силу пустого, но терпит поражение. Синигами и Вайзарды решают помочь Ичиго победить и начинают атаковать Айдзэна. Тосиро использует свой Банкай в битве с Айдзэном. Синигами и Вайзарды атакуют Айдзэна. Тосиро, используя свой Банкай, ранит Айдзэна, но выясняется что Айдзэн использовал силу Кёкасуйгэцу и Тосиро на самом деле ранил Хиномори. Синигами и Вайзарды терпят поражение. Ямамото начинает сражение с Айдзэном. Ямамото создаёт мощное пламя и готов испепелить Айдзэна, но принявший свою форму Вандервайс забирает всю силу у Ямамото и начинает с ним сражение. Ямамото побеждает Вандервайса и наносит на Айдзэн своё запретное кидо, но тот отклоняется от его атаки. Ичиго начинает атаковать Айдзэна. | | |                                                                              |                                                                              |
| 46 | 4 августа 2010 г. | ISBN 978-4-08-870085-4 |                                                                              |                                                                              |
| - 396. Укус - 397. Граница Тишины - 398. Прозрение - 399. Богоубийца - 400. Богоубийца 2 - 401. Богоубийца 3 - 402. Богоубийца 4 - 403. Богоубийца 5 - 404. Богоубийца 6 | - 396. Укус - 397. Граница Тишины - 398. Прозрение - 399. Богоубийца - 400. Богоубийца 2 - 401. Богоубийца 3 - 402. Богоубийца 4 - 403. Богоубийца 5 - 404. Богоубийца 6 | - 396. Укус - 397. Граница Тишины - 398. Прозрение - 399. Богоубийца - 400. Богоубийца 2 - 401. Богоубийца 3 - 402. Богоубийца 4 - 403. Богоубийца 5 - 404. Богоубийца 6 | Название тома - Прозрение Персонаж на обложке Рангику Мацумото               | Название тома - Прозрение Персонаж на обложке Рангику Мацумото               |
| Ичиго выясняет что Айдзэн уже вселил в себя Хогёку. Айдзэн рассказывает что все сражения Ичиго были частью его плана и что он знал о нём с самого его рождения. Появляется Иссин и начинает сражение с Айдзэном, а Ичиго начинает сражение с Гином. Гин высвобождает свой Банкай и применяет его против Ичиго, но тот отражает атаку. Во время битвы с Иссином, Айдзэн рассказывает ему о настоящей силе Хогёку, что тот не только служит границей силы пустых и синигами, а его истинная связывать души по их желанию. Появляется Урахара и начинает атаковать Айдзэна. В бою с Айдзэном, Урахара использует кидо и накладывает на него печать, но Айдзэн отражает все атаки с помощью силы Хогёку. Ичиго продолжает сражение против Гина. Появляется Ёруити и начинает сражение с Айдзэном. Иссин, Урахара и Ёруити вместе атакуют Айдзэна, но терпят поражение. Восстановленная после боя, Рангику решает остановить Гина. | | |                                                                              |                                                                              |
| 47 | 4 октября 2010 г. | ISBN 978-4-08-870110-3 |                                                                              |                                                                              |
| - 405. Богоубийца 7 - 406. Богоубийца 8: Завершение периода хризалиды - 407. Богоубийца 9 - 408. Богоубийца 10 - 409. Богоубийца 11: Ступая по запретной земле - 410. Богоубийца 12 - 411. Богоубийца 13 - 412. Богоубийца 14 - 413. Богоубийца 15 | - 405. Богоубийца 7 - 406. Богоубийца 8: Завершение периода хризалиды - 407. Богоубийца 9 - 408. Богоубийца 10 - 409. Богоубийца 11: Ступая по запретной земле - 410. Богоубийца 12 - 411. Богоубийца 13 - 412. Богоубийца 14 - 413. Богоубийца 15                                                                           | - 405. Богоубийца 7 - 406. Богоубийца 8: Завершение периода хризалиды - 407. Богоубийца 9 - 408. Богоубийца 10 - 409. Богоубийца 11: Ступая по запретной земле - 410. Богоубийца 12 - 411. Богоубийца 13 - 412. Богоубийца 14 - 413. Богоубийца 15                                                                           | Название тома - Завершение периода хризалиды Персонаж на обложке Гин Ичимару | Название тома - Завершение периода хризалиды Персонаж на обложке Гин Ичимару |
| Иссин, Урахара и Ёруити проигрывают Айдзэну, а Ичиго проигрывает Гину. Айдзэн преображается в первую форму пустого и вместе с Гином направляются в настоящую Каракуру, чтобы создать ключ короля душ. Ичиго и Иссин тоже туда направляются, но перед сражением с Айдзэном, Иссин решает научить Ичиго «Финальной Гэцуге Тэнсё». Ичиго начинает тренировку по получению «Финальной Гэцуге Тэнсё». Тем временем в Каракуре Кейго и Тацуки узнают что Каракура в другой местности. Ичиго попадает в глубину своей души и встречает там Тэнсу Дзангэцу, вторую форму Дзангэцу, и начиная с ним бой, вытаскивает из тела Ичиго, Хичиго. Айдзэн и Гин заметив Кэйго и Тацуки нападают на них. Ичиго начинает сражение со став одним целым Тэнсой Дзангэцу и Хичиго. На помощь к Тацуки и Кэйго приходит Дон Канондзи, но терпит поражение. Появляется Рангику чтобы сразиться с Айдзэном, но ту уносит Гин и после короткого разговора ранит её. Тацуки, Кэйго и Дон Канондзи пытаются скрыться от Айдзэна, но тот в миг находит их. Ичиго продолжает сражение с Тэнсой Дзангэцу. Мидзуиро и Курумадани Зэнноски пытаются остановить Айдзэна, но терпят поражение. Гин возвращается к Айдзэну. | | |                                                                              |                                                                              |
| 48 | 4 декабря 2010 г. | ISBN 978-4-08-870144-8 |                                                                              |                                                                              |
| - 414. Богоубийца 16 - 415. Богоубийца 17 - 416. Богоубийца 18: Конец - 417. Богоубийца 19 - 418. Богоубийца 20 - 419. Богоубийца 21: Превосходя божью скалу - 420. Богоубийца 22 - 421. Богоубийца 23 - 422. Безмолвная победа - 423. Чистота моей души - 423.5. Грешники | - 414. Богоубийца 16 - 415. Богоубийца 17 - 416. Богоубийца 18: Конец - 417. Богоубийца 19 - 418. Богоубийца 20 - 419. Богоубийца 21: Превосходя божью скалу - 420. Богоубийца 22 - 421. Богоубийца 23 - 422. Безмолвная победа - 423. Чистота моей души - 423.5. Грешники                                                   | - 414. Богоубийца 16 - 415. Богоубийца 17 - 416. Богоубийца 18: Конец - 417. Богоубийца 19 - 418. Богоубийца 20 - 419. Богоубийца 21: Превосходя божью скалу - 420. Богоубийца 22 - 421. Богоубийца 23 - 422. Безмолвная победа - 423. Чистота моей души - 423.5. Грешники                                                   | Название тома - Бог мёртв Персонаж на обложке Соскэ Айдзэн                   | Название тома - Бог мёртв Персонаж на обложке Соскэ Айдзэн                   |
| Гин неожиданно атакует Айдзэна. Гин рассказывает что его настоящей целью было убийство Айдзэна и нанося ему смертельную рану, забирает Хогёку. Однако Айдзэну удаётся выжить так как Хогёку уже стал частью его и убивает Гина. Гин вспоминает о том как когда то подопечные Айдзэна напали на Рангику и тот поставил перед собой цель убить его. Рангику пришедшая в себя узнаёт о том что Гин мёртв. Ичиго возвращается в Каракуру в своей новой форме синигами и уведя Айдзэна подальше от Каракуры начинает с ним сражение. Айдзэн полностью принимает фому Хогёку и продолжает сражение с Ичиго. Ичиго вспоминает свой бой с Тэнсой Дзангэцу в котором он отдал ему силу «Финальной Гэцуге Тэнсё» и рассказал что если он воспользуется ею то навсегда потеряет силу синигами. Ичиго использует «Финальную Гэцугу Тэнсё» против Айдзэна и тем самым лишает его силы Хогёку. После этого Айдзэна запечатывает, прибывший Урахара. Все раненные синигами и вайзарды восстанавливают свой силы после битвы с Айдзэном. Тем временем Дзараки и Бякуя возвращаются в Готэй 13 после победы над Ямми. Ичиго обсуждает с Урахарой о выборе Айдзэна. Прибывают Урю, Рэндзи, Рукия, Садо и Иноуэ и встречают Ичиго, но тот теряет сознание. Совет 46 приговаривает Айдзэна к заключению в тюрьме Общества душ на 20 000 лет. Тосиро пытается усовершенствовать свой Банкай, а Рангику размышляет над выбором Гина. Спустя 10 дней Ичиго приходит в себя. Рукия оповещает его, что он полностью потерял силу синигами. Рукия начала постепенно исчезать. Ичиго прощается с Рукией и благодарит её за то, что встретил её. Заэльапорро Гранц и Аарониро Арруруэри попадают в Ад. | | |                                                                              |                                                                              |
| 49 | 21 апреля 2011 г. | ISBN 978-4-08-870186-8 |                                                                              |                                                                              |
| - 424. Потерянное удостоверение - 425. День без настроения - 426. Завязка 2 - 427. Приятный диссонанс - 428. Известный - 429. Добро пожаловать на экзекуцию - 430. Добро пожаловать на экзекуцию 2 - 431. Добро пожаловать на экзекуцию 3 - 432. Пантеизм душ | - 424. Потерянное удостоверение - 425. День без настроения - 426. Завязка 2 - 427. Приятный диссонанс - 428. Известный - 429. Добро пожаловать на экзекуцию - 430. Добро пожаловать на экзекуцию 2 - 431. Добро пожаловать на экзекуцию 3 - 432. Пантеизм душ                                                                | - 424. Потерянное удостоверение - 425. День без настроения - 426. Завязка 2 - 427. Приятный диссонанс - 428. Известный - 429. Добро пожаловать на экзекуцию - 430. Добро пожаловать на экзекуцию 2 - 431. Добро пожаловать на экзекуцию 3 - 432. Пантеизм душ                                                                | Название тома - Потерянное удостоверение Персонаж на обложке Ичиго Куросаки  | Название тома - Потерянное удостоверение Персонаж на обложке Ичиго Куросаки  |
| После сражения Ичиго с Айзэном Соскэ и потери силы шинигами прошло семнадцать месяцев, теперь Ичиго семнадцать лет и он ученик старшей школы. Возвращаясь с друзьями домой, Ичиго избивает вора и возвращает краденый рюкзак его владельцу. Позже в школу Ичиго приходят бандиты, так как он избил одного из них, и в битву с ними вступает Урю Исида. Ичиго и Урю побеждают всех бандитов с помощью босса Ичиго, Унагии Икуми, которая забирает его на работу. В магазин Унагии наносит визит тот самый человек которому Ичиго помог. Он представляется ему как Куго Гиндзё и даёт ему карточку Экзекуций. Тем временем на Урю нападает Сюкуро Цукисима. Ичиго узнаёт о том, что на Урю напали. Рюукен утверждает, что на него напал человек с огромной силой. Ичиго решает обратиться к Гиндзё за помощью. Гиндзё знакомит Ичиго с членами Xcution. Гиндзё демонстрирует Ичиго свою силу Подчинения и рассказывает ему цель организации: помочь Ичиго вернуть силы синигами, чтобы члены Xcution смогли избавиться от своих сил. Позже в организацию приходит Садо, который тоже является Подчиняющим. | | |                                                                              |                                                                              |
| 50 | 3 июня 2011 г. | ISBN 978-4-08-870219-3 |                                                                              |                                                                              |
| - 433. Шестеро подчиняющих - 434. Ягодка в коробке - 435. Переполох в кукольном домике - 436. Время дисциплины - 437. Бросок свастики - 438. Решительный подход - 439. Острая закладка - 440. Безмолвная дружба - 441. Осколок Фонаря | - 433. Шестеро подчиняющих - 434. Ягодка в коробке - 435. Переполох в кукольном домике - 436. Время дисциплины - 437. Бросок свастики - 438. Решительный подход - 439. Острая закладка - 440. Безмолвная дружба - 441. Осколок Фонаря                                                                                        | - 433. Шестеро подчиняющих - 434. Ягодка в коробке - 435. Переполох в кукольном домике - 436. Время дисциплины - 437. Бросок свастики - 438. Решительный подход - 439. Острая закладка - 440. Безмолвная дружба - 441. Осколок Фонаря                                                                                        | Название тома - Шестеро подчиняющих Персонаж на обложке Куго Гиндзё          | Название тома - Шестеро подчиняющих Персонаж на обложке Куго Гиндзё          |
| Гиндзё просит Ичиго о помощи, на что тот и соглашается. Ичиго начинает тренировки по получению Полного Подчинения. Первой его тренирует Рирука Докугаминэ — член Xcution. С помощью своего подчинения «Кукольный дом» она перемещает Ичиго в свой кукольный дом, где он сражается с игрушечным поросёнком. Позже эту тренировку усложняет бармен, ещё один член Xcution — Гирико Куцудзава. С помощью своего подчинения «Время не лжёт» он превращает поросёнка Рируки в огромного монстра. Во время тренировки Садо признаётся Ичиго, что его способности и сила приходят ему через его кожу. Ичиго удаётся активировать своё подчинение с помощью удостоверения временного шинигами. С помощью активированного Подчинения, Ичиго побеждает поросёнка Рируки и заканчивает первую тренировку. Выясняется, что внутри этого поросёнка находился человек. Человек уходит, обещая никому не рассказывать о происшедшем. На Иноуэ нападает Моэ Шишигавара — ученик Цукисимы. Однако поражённый красотой Иноуэ, Моэ не может ей навредить. Позже появляется Цукисима, он признаётся ей, что именно он напал на Урю и демонстрирует ей своё Подчинение — «Книгу конца». Цукисима хочет наказать Моэ за то, что он не выполнил его просьбу, но Иноуэ встаёт на его защиту. Садо, чувствуя, что Иноуэ в опасности, спешит вместе с Ичиго к ней на помощь. Цукисима ранит Иноуэ «Книгой конца». Ичиго и Садо приходят к Иноуэ на помощь, но Цукисима и Моэ исчезают. Рана, которую оставил Цукисима, бесследно исчезает. Ичиго и Садо хотят узнать у Иноуэ что произошло, но она говорит, при этом не понимая этого, что ничего не произошло и что она встретила Цукишиму, назвав его своим другом. Позже Ичиго приходит к Гиндзё и рассказывает о происшедшем. Гиндзё рассказывает, что Цукисима был их лидером, но убив временного синигами, предал организацию. Позже Ичиго замечает Иссина и Урахару вместе, при этом думая, что они что-то скрывают от него. Иноуэ просит Садо быть осторожнее с Цукисимой. В это время Цукисима и Моэ обсуждают нападение на Xcution и захват Ичиго Куросаки в своих целях. Ичиго начинает новую тренировку, в которой его начинает тренировать Джекки Тристан — член Xcution.                                                           | | |                                                                              |                                                                              |

### Тома 51—60
| № | В Японии | В Японии | В России                                                                                            | В России                                                                                            |
| № | Дата публикации | ISBN | Дата публикации                                                                                     | ISBN                                                                                                |
| --- | --- | --- | --------------------------------------------------------------------------------------------------- | --------------------------------------------------------------------------------------------------- |
| 51 | 4 августа 2011 г. | ISBN 978-4-08-870272-8 | | |
| - 442. Отмели поля битвы, Иного поля пучина. - 443. Опасные грязные сапоги. - 444. Воскрешение. - 445. Удар тьмы. - 446. Удар тьмы 2. - 447. Загрузка. - 448. Загрузка в ложь. - 449. Лекарства нет. - 450. Слепое одиночество. | - 442. Отмели поля битвы, Иного поля пучина. - 443. Опасные грязные сапоги. - 444. Воскрешение. - 445. Удар тьмы. - 446. Удар тьмы 2. - 447. Загрузка. - 448. Загрузка в ложь. - 449. Лекарства нет. - 450. Слепое одиночество. | - 442. Отмели поля битвы, Иного поля пучина. - 443. Опасные грязные сапоги. - 444. Воскрешение. - 445. Удар тьмы. - 446. Удар тьмы 2. - 447. Загрузка. - 448. Загрузка в ложь. - 449. Лекарства нет. - 450. Слепое одиночество. | Название тома - Любите Меня Горько, Ненавидьте Меня Сладко Персонаж на обложке: - Рирука Докугаминэ | Название тома - Любите Меня Горько, Ненавидьте Меня Сладко Персонаж на обложке: - Рирука Докугаминэ |
| Активировав своё подчинение «Грязные сапоги», Джеки начинает атаковать Ичиго. Ичиго продолжает тренировку с Джекки. В её процессе подчинение Ичиго начинает выходить из под контроля, однако он продолжает тренироваться, чтобы вывести подчинение на новый уровень. Садо спрашивает Гиндзё о способностях Цукисимы. Его беспокоит состояние Иноуэ. В штаб квартиру Xcution вторгается Цукисима. Он разрубает аквариум, в котором проходила тренировка Ичиго. Перед всеми предстаёт Ичиго с подчинением, напоминающим покров синигами. Используя новою силу своего Подчинения, Ичиго начинает сражение с Цукисимой. Ичиго выясняет, что именно Цукисима напал на Урю и Иноуэ и в гневе атакует его, но его останавливает Гиндзё и начинает сражение с Цукисимой. Восстановив силы, Ичиго продолжает сражение с Цукисимой. Цукисима атакует Ичиго в полную силу. Юкио — член Xcution, прерывает бой Ичиго и Цукисимы, используя своё подчинение «Нарушители должны умереть», и отправляет Ичиго в безопасное место. Цукисима отступает и оставляет членов Xcution в живых. Гиндзё, Ичиго и члены Xcution прибывают в безопасное место и обдумывают прошедшую битву. Иноуэ вылечивает раны Урю, нанесённые Цукисимой. Гиндзё решает помочь Ичиго полностью овладеть Полным Подчинением и просит Юкио помочь ему в этом. Юкио, используя «Нарушители должны умереть», перемещает Ичиго и Гиндзё в виртуальное пространство, где Ичиго начинает сражение с Гиндзё и последнюю тренировку по получению Полного Подчинения. Садо приводит Иноуэ в штаб Xcution, где она знакомится с Рирукой и остальными членами организации. Юкио отправляет Иноуэ в виртуальный мир, где она должна вылечивать раны Ичиго, нанесённые Гиндзё. Ичиго продолжает тренировку с Гиндзё. Иноуэ исцеляет его раны. Садо вспоминает о том, как его ранил Цукисима. Во время тренировки Гиндзё лишает Ичиго зрения. | | | | |
| 52 | 4 октября 2011 г. | ISBN 978-4-08-870291-9 | | |
| - 451. Добро пожаловать на экзекуцию 4. - 452. Эрозия/Имплозия. - 453. Приглуши дыхание дружбы. - 454. Ломающий ножны. - 455. Разорванная связь 1 (Конец Связи 1). - 456. Разорванная связь 2 (Конец Связи 2). - 457. Разорванная связь 3 (Конец Связи 3). - 458. Разрыв всех связей (Конец всех Уз). - 459. Смерть и клубника 2. | - 451. Добро пожаловать на экзекуцию 4. - 452. Эрозия/Имплозия. - 453. Приглуши дыхание дружбы. - 454. Ломающий ножны. - 455. Разорванная связь 1 (Конец Связи 1). - 456. Разорванная связь 2 (Конец Связи 2). - 457. Разорванная связь 3 (Конец Связи 3). - 458. Разрыв всех связей (Конец всех Уз). - 459. Смерть и клубника 2. | - 451. Добро пожаловать на экзекуцию 4. - 452. Эрозия/Имплозия. - 453. Приглуши дыхание дружбы. - 454. Ломающий ножны. - 455. Разорванная связь 1 (Конец Связи 1). - 456. Разорванная связь 2 (Конец Связи 2). - 457. Разорванная связь 3 (Конец Связи 3). - 458. Разрыв всех связей (Конец всех Уз). - 459. Смерть и клубника 2. | Название тома - Разорванная связь Персонаж на обложке: - Сюкуро Цукисима                            | Название тома - Разорванная связь Персонаж на обложке: - Сюкуро Цукисима                            |
| Ичиго не может атаковать, но к Ичиго возвращается способность чувствовать реяцу. Ичиго побеждает Гиндзё и завершает последнюю тренировку. Ичиго начинает совершенствовать свои способности Полного Подчинения. Ичиго завершает своё Полное подчинение и отправляется домой. Там он сталкивается с Цукисимой, которого Юзу и Карин непонятным образом приняли за двоюродного брата. Выясняется, что Цукисима неизвестным образом повлиял на его семью и друзей. Обезумев, Ичиго бежит по улице и встречает Гиндзё, который говорит, что все члены Экзекуции, исключая его самого, попали под способность Цукисимы. В убежище Гиндзё и Ичиго решают покончить с Цукисимой, чьи способности изменили память друзей Ичиго и Подчиняющих, но их находит Юкио. Он отводит их в особняк Цукисимы, в котором присутствуют друзья Ичиго и члены Xcution. Ичиго начинает бой против Цукисимы, а Гиндзё против уже бывших товарищей. Во время боя Цукишиму загораживают Садо и Иноуэ, которым тоже изменили воспоминания, что оказывает психологическое влияние на Куросаки. Ичиго продолжает сражение с Цукисимой, а Гиндзё с членами Экзекуции, включая Моэ. Моэ использует против Гиндзё своё Полное Подчинение, «Кастет Джекпота», но тот уклоняется от всех атак. Цукисима рассказывает, что сила «Книги конца» заключается в том, что её владелец может поместить своё присутствие в прошлое жертвы, как воспоминание. После этих слов, Цукисима атакует Ичиго и хочет ранить его, но под удар попадает Гиндзё. На место битвы прибывает Урю и кричит Ичиго о том, что на него на самом деле напал Гиндзё. После этих слов Гиндзё ранит Ичиго, а Цукисима ранит Урю. Гиндзё рассказывает Куросаки, что сила Цукисимы способна изменять память жертвы при одном ударе, а если жертву ударят второй раз, то все её воспоминания к ней вернутся. Так же, с помощью своего «Креста Казни», Гиндзё поглощает силы Ичиго. Кажется, что бой проигран, но появляется Рукия и возвращает ему утраченную силу синигами. | | | | |
| 53 | 2 декабря 2011 г. | ISBN 978-4-08-870313-8 | | |
| - 460. Смертоягодка возвращается 2. - 461. А теперь наш черёд. - 462. Почему мне грустно. - 463. Чрезвычайный Сепаратор. - 464. Тихая комната. Громкий стук сердца. - 465. Выхлоп вражды. - 466. Кричащий нарушитель. - 467. Счастливчики. - 468. Вторгаясь как клинок. - 469. Плюшевые разборки. | - 460. Смертоягодка возвращается 2. - 461. А теперь наш черёд. - 462. Почему мне грустно. - 463. Чрезвычайный Сепаратор. - 464. Тихая комната. Громкий стук сердца. - 465. Выхлоп вражды. - 466. Кричащий нарушитель. - 467. Счастливчики. - 468. Вторгаясь как клинок. - 469. Плюшевые разборки. | - 460. Смертоягодка возвращается 2. - 461. А теперь наш черёд. - 462. Почему мне грустно. - 463. Чрезвычайный Сепаратор. - 464. Тихая комната. Громкий стук сердца. - 465. Выхлоп вражды. - 466. Кричащий нарушитель. - 467. Счастливчики. - 468. Вторгаясь как клинок. - 469. Плюшевые разборки. | Название тома - Смертоягодка возвращается 2 Персонаж на обложке: - Юкио                             | Название тома - Смертоягодка возвращается 2 Персонаж на обложке: - Юкио                             |
| Вместе с Рукией также прибывают Рэндзи, Бякуя, Дзараки, Иккаку и Тосиро, которые говорят, что они тоже вложили свою духовную силу в этот меч. Ичиго начинает сражение с Гиндзё. Ичиго наносит Гиндзё смертельный удар, но тому с помощью украденной силы удаётся выжить. Тосиро рассказывает Ичиго причины, по которым Ямамото решил вернуть ему утраченную силу: за победу над Айзеном и чтобы победить Гиндзё, который когда-то был временным синигами. Гиндзё передаёт членам Xcution часть украденной силы Куросаки. Начинаются сражения: Куросаки Ичиго против Гиндзё Куго, Кучики Рукия против Докугаминэ Рируки, Кучики Бякуя против Цукисимы Сюкуро, Абараи Рэндзи против Джекки Тристан, Дзараки Кенпачи против Куцудзава Гирико, Хицугая Тосиро против Юкио, Мадарамэ Иккаку против Сисигавары Моэ. Дзараки побеждает Гирико. Урю приходит на помощь к Ичиго и те начинают сражение с Гиндзё. Рэндзи побеждает Джеки и та спасает его от ловушки Юкио. Тем временем Тосиро побеждает Юкио и предлагает ему сделку — если он уберёт все виртуальные комнаты, то он отпустит его. Иккаку побеждает Моэ в рукопашном бою. Бякуя готовится к сражению с Цукисимой. Моэ хочет взять реванш у Иккаку, но тот убеждает его больше не сражаться. Рукия продолжает сражение с Рирукой. | | | | |
| 54 | 2 марта 2012 г. | ISBN 978-4-08-870386-2 | | |
| - 470. Молитесь за Хищников. - 471. Молитесь за Хищников 2. - 472. Режущий Реквием. - 473. Враги в темноте. - 474. Вера. - 475. Оттенки Связи. - 476. Потерянные. - 477. Потерянные 2. - 478. Потерянные 3. - 479. Прощанние Экзекуций. | - 470. Молитесь за Хищников. - 471. Молитесь за Хищников 2. - 472. Режущий Реквием. - 473. Враги в темноте. - 474. Вера. - 475. Оттенки Связи. - 476. Потерянные. - 477. Потерянные 2. - 478. Потерянные 3. - 479. Прощанние Экзекуций. | - 470. Молитесь за Хищников. - 471. Молитесь за Хищников 2. - 472. Режущий Реквием. - 473. Враги в темноте. - 474. Вера. - 475. Оттенки Связи. - 476. Потерянные. - 477. Потерянные 2. - 478. Потерянные 3. - 479. Прощанние Экзекуций. | Название тома - Прощанние Экзекуций Персонаж на обложке: - Рукия Кучики                             | Название тома - Прощанние Экзекуций Персонаж на обложке: - Рукия Кучики                             |
| Во время боя Цукисима ранит Бякую и отражает все его атаки, но, несмотря на всё это Бякуя побеждает его. Рукия продолжает сражение с Рирукой и та, с помощью своего Подчинения, прячется внутри неё. Ичиго продолжает сражение с Гиндзё. Выясняется что Куго, с помощью украденной силы Куросаки, может использовать все его атаки. Синигами, победив своих противников, освобождаются из виртуальных миров. Во время боя Гиндзё оповещает Ичиго о том, что Цукисима скоро умрёт и после этого друзья и семья Ичиго вернутся в норму. Также Гиндзё рассказывает Ичиго об Удостоверении временного синигами. Ичиго активирует свой Банкай и уничтожает виртуальное пространство. Он заявляет Гиндзё, что подозревал об этом, но всё равно решил сражаться на стороне синигами, которые дали ему возможность защитить родных и близких. Услышав ответ от Куросаки, Гиндзё активирует свой Банкай и начинает схватку. Ичиго побеждает Гиндзё. Прибывшие на помощь синигами возвращаются в Общество душ. Цукисима пытается убить Ичиго, но его останавливает, появившаяся из тела Рукии, Рирука, после чего выжившие члены Экзекуции расходятся, чтобы найти свой путь. Ичиго прибывает в Общество душ, где его встречают капитаны Готэя 13. Ичиго просит Ямамото, чтобы они похоронили Гиндзё в мире живых, на что тот соглашается. | | | | |
| 55 | 4 июня 2012 г. | ISBN 978-4-08-870418-0 | | |
| - 480. Финальная Арка. Тысячелетняя Война Крови - 481. Неистовый - 482. Плохое Признание - 483. Объявление войны - 484. Козлиная бородка - 485. Камни фонда - 486. Алая кремация - 487. Жив, но ослеп. - 488. Связь позади взрыва - 489. Марш звёздного креста | - 480. Финальная Арка. Тысячелетняя Война Крови - 481. Неистовый - 482. Плохое Признание - 483. Объявление войны - 484. Козлиная бородка - 485. Камни фонда - 486. Алая кремация - 487. Жив, но ослеп. - 488. Связь позади взрыва - 489. Марш звёздного креста | - 480. Финальная Арка. Тысячелетняя Война Крови - 481. Неистовый - 482. Плохое Признание - 483. Объявление войны - 484. Козлиная бородка - 485. Камни фонда - 486. Алая кремация - 487. Жив, но ослеп. - 488. Связь позади взрыва - 489. Марш звёздного креста | Название тома - Кровавая война Персонаж на обложке: - Яхве                                          | Название тома - Кровавая война Персонаж на обложке: - Яхве                                          |
| Во время патрулирования Каракуры Ичиго, Урю, Садо и Орихимэ спасают от нападения пустых двух синигами-новичков. В это время Маюри обнаруживает, что множество пустых исчезает и предполагает, что к этому причастны выжившие после уничтожения квинси. На следующий день в доме Куросаки появляется арранкар по имени Эберн Азгияро, цель которого убить Ичиго, но попытка оказывается неудачной, и он покидает поле боя. В это время в Сэйрэйтэе группа людей, возглавляемая другим арранкаром по имени Людерс Фринген, убивает лейтенанта первого отряда Тёдзиро Сасакибэ и, проникнув в апартаменты главнокомандующего Ямамото, объявляет войну синигами, после чего скрывается. Вернувшись со своих миссий, Людерс и Иван докладывают о результатах Императору Ванденрейха, после чего тот убивает их. Через некоторое время в Каракуру прибывают Нелл и её подопечный Пеше, которые, найдя Ичиго, рассказывают ему, что Ванденрейх захватил Уэко Мундо и пленил Тиа Харрибэл. Ичиго вместе с Орихимэ, Садо, Урахарой, Нелл и Пеше отправляются в Уэко Мундо, чтобы освободить всех арранкаров. Прибыв в Уэко Мундо, Ичиго сталкивается с капитаном первой Ягдарме — Килге Опи и вступает в сражение с ним. Во время боя Ичиго выясняет что Ванденрейх — это группа выживших квинси. Император узнаёт о сражении Ичиго с Килге и вместе с отрядом Штернриттеров направляется в Общество Душ. | | | | |
| 56 | 4 сентября 2012 г. | ISBN 978-4-08-870418-0 | | |
| - 490. Марш звёздного креста 2 - 491. Ангел Смерти - 492. Справедливость уравнителей - 493. Свет счастья - 494. Заключительная глава. Часть 1 - 495. Блюз кровоточащей гитары - 496. Убийца теней - 497. Убийца теней 2 - 498. Чёрный спаситель - 499. Спаситель во тьме | - 490. Марш звёздного креста 2 - 491. Ангел Смерти - 492. Справедливость уравнителей - 493. Свет счастья - 494. Заключительная глава. Часть 1 - 495. Блюз кровоточащей гитары - 496. Убийца теней - 497. Убийца теней 2 - 498. Чёрный спаситель - 499. Спаситель во тьме | - 490. Марш звёздного креста 2 - 491. Ангел Смерти - 492. Справедливость уравнителей - 493. Свет счастья - 494. Заключительная глава. Часть 1 - 495. Блюз кровоточащей гитары - 496. Убийца теней - 497. Убийца теней 2 - 498. Чёрный спаситель - 499. Спаситель во тьме | Название тома - Марш звёздного креста Персонаж на обложке: - Килге Опи                              | Название тома - Марш звёздного креста Персонаж на обложке: - Килге Опи                              |
| Отряд Штернриттеров во главе с Императором направляются в Сэйрэйтэй. Ичиго продолжает сражение с Килге, который во время боя активирует «Квинси: Фольштендиг». Пришедшие в себя после боя с Килге Апачи, Мила Роза и Сун-Сун призывают Айона, и он атакует Опи, однако тот поглощает его и начинает атаковать в полную силу. Ичиго активирует свой Банкай и атакует Килге. В это время Ванденрейх начинает атаку на Общество Душ. Во время боя Штернриттеры забирают банкаи у Тосиро Хицугаи, Бякуи Кучики, Сой Фон и Садзина Комамуры. Акон связывается с Урахарой, и тот отправляет Ичиго в Общество Душ, однако раненый Опи заключает Ичиго в клетке. | | | | |
| 57 | 4 декабря 2012 г. | ISBN 978-4-08-870516-3 | | |
| - 500. Спаситель в глубокой тьме - 501. Услышьте страх здесь - 502. Павшая душа - 503. Гнев подобный молнии - 504. Перед Тенями - 505. Огонь - 506. Огонь 2 - 507. Огонь 3 - 508. Как бушующее пламя - 509. Тенчи Кайджин | - 500. Спаситель в глубокой тьме - 501. Услышьте страх здесь - 502. Павшая душа - 503. Гнев подобный молнии - 504. Перед Тенями - 505. Огонь - 506. Огонь 2 - 507. Огонь 3 - 508. Как бушующее пламя - 509. Тенчи Кайджин | - 500. Спаситель в глубокой тьме - 501. Услышьте страх здесь - 502. Павшая душа - 503. Гнев подобный молнии - 504. Перед Тенями - 505. Огонь - 506. Огонь 2 - 507. Огонь 3 - 508. Как бушующее пламя - 509. Тенчи Кайджин | Название тома - Из цветка Персонаж на обложке: - Бякуя Кучики                                       | Название тома - Из цветка Персонаж на обложке: - Бякуя Кучики                                       |
| Позже Килге убивает незнакомец. Эс Нот, один из Штернриттеров, применяет украденный банкай Бякуи против него самого и очень тяжело ранит его. Кэмпати Дзараки находит Императора и начинает с ним сражение. В это время Хисаги проигрывает одному из Штернриттеров, Дрисколлу Берчи, который, как оказывается, убил Тёдзиро Сасакибэ и украл его банкай. На место битвы прибывает Ямамото и, несмотря на силу банкая своего погибшего лейтенанта, убивает Берчи, испепелив его заживо. После этого он находит Императора, которого зовут Яхве и который уже сражался с Ямамото 1000 лет назад. Яхве в это время уже победил Дзараки, и сражение начинается. Ямамото активирует свой банкай и, атакуя Яхве в полную силу, разрезает его пополам. | | | | |
| 58 | 4 марта, 2013 | ISBN 978-4-08-870551-4 | | |
| - 510. Угасание - 511. Умирающий стоя - 512. Всё кроме дождя - 513. Удар тёмной луны - 514. Родившийся в темноте - 515. Останки - 516. Нулевой отряд - 517. Лестница в небо - 518. Проект «Падающая звезда» (Нулевой Микс) - 519. Жаркий-жаркий жар - 520. Убийцы не мертвы | - 510. Угасание - 511. Умирающий стоя - 512. Всё кроме дождя - 513. Удар тёмной луны - 514. Родившийся в темноте - 515. Останки - 516. Нулевой отряд - 517. Лестница в небо - 518. Проект «Падающая звезда» (Нулевой Микс) - 519. Жаркий-жаркий жар - 520. Убийцы не мертвы | - 510. Угасание - 511. Умирающий стоя - 512. Всё кроме дождя - 513. Удар тёмной луны - 514. Родившийся в темноте - 515. Останки - 516. Нулевой отряд - 517. Лестница в небо - 518. Проект «Падающая звезда» (Нулевой Микс) - 519. Жаркий-жаркий жар - 520. Убийцы не мертвы | Название тома - Огонь Персонаж на обложке: - Ямамото-Гэнрюсай                                       | Название тома - Огонь Персонаж на обложке: - Ямамото-Гэнрюсай                                       |
| Позже выясняется что это был выдававший себя за Яхве Штернриттер Ройд Ллойд — брат Лойда Ллойда, которого убил Дзараки. Настоящий Яхве в это время был в подземной тюрьме, где предлагал Соскэ Айдзэну присоединиться к Ванденрейху. В дальнейшем Яхве уничтожает казармы первого отряда и, украв банкай у Ямамото, разрубает его пополам. После этого Штернриттеры вызывают подкрепление и захватывают Общество душ. После этого в небе происходит взрыв — это сделал выбравшийся с клетки, Ичиго Куросаки. Он тут же находит Яхве и начинает с ним сражение, но советник и правая рука Яхве Юграм Хашвальт разрубает меч Ичиго в банкае, после чего оба отступают. Позже в Общество душ прибывают члены Нулевого отряда и забирают Ичиго во дворец Короля душ. Также они забирают Бякую, Рэндзи, Рукию и сломанный Дзангэцу. | | | | |
| 59 | 4 июля 2013 | ISBN 978-4-08-870662-7 | | |
| - 521. Поросячья вечеринка - 522. Обожают - 523. 8 слов об истоках - 524. Капля - 525. Лезвие - 526. Битва - 527. Изгнание с небес - 528. Всё, кроме дождя - 529. Всё, кроме дождя. Часть 2. Азы - 530. Всё, кроме дождя. Часть 3. Тёмная сторона луны | - 521. Поросячья вечеринка - 522. Обожают - 523. 8 слов об истоках - 524. Капля - 525. Лезвие - 526. Битва - 527. Изгнание с небес - 528. Всё, кроме дождя - 529. Всё, кроме дождя. Часть 2. Азы - 530. Всё, кроме дождя. Часть 3. Тёмная сторона луны | - 521. Поросячья вечеринка - 522. Обожают - 523. 8 слов об истоках - 524. Капля - 525. Лезвие - 526. Битва - 527. Изгнание с небес - 528. Всё, кроме дождя - 529. Всё, кроме дождя. Часть 2. Азы - 530. Всё, кроме дождя. Часть 3. Тёмная сторона луны | Название тома - Битва Персонаж на обложке: - Ятиру Унохана                                          | Название тома - Битва Персонаж на обложке: - Ятиру Унохана                                          |
| Во дворце короля душ Ичиго и Рендзи восстанавливают реяцу и начинают тренировку с асаучи, чтобы, по словам члена Нулевого отряда Оэтцу Нимайи, он мог перековать их дзанпакто. В Сообществе Душ Кэмпати Дзараки во время тренировки убивает Ятиру Унохану и обретает способность слышать свой дзанпакто. Тем временем Ичиго не проходит тренировку с асаучи, и его изгоняют в мир людей. Иссин рассказывает Ичиго о том времени, когда он был синигами. Его отправили на задание в мир людей, где он встретил пустого без дыры в груди. | | | | |
| 60 | 2 августа 2013 | ISBN 978-4-08-870782-2 | | |
| - 531. Всё, кроме дождя. Часть 4. Тёмная сторона кровоточащей луны - 532. Всё, кроме дождя. Часть 5. Белый шум - 533. Всё, кроме дождя. Часть 6. Притяжение - 534. Всё, кроме дождя. Часть 7. Дыра порицания - 535. Всё, кроме дождя. Часть 8. Защитники - 536. Всё, кроме дождя. Часть 9. Июньская правда - 537. Всё, кроме дождя. Часть 10. Принц света - 538. Стоя на краю - 539. Проблемы решая, прогресс совершаем - 540. Пятёрка мечей | - 531. Всё, кроме дождя. Часть 4. Тёмная сторона кровоточащей луны - 532. Всё, кроме дождя. Часть 5. Белый шум - 533. Всё, кроме дождя. Часть 6. Притяжение - 534. Всё, кроме дождя. Часть 7. Дыра порицания - 535. Всё, кроме дождя. Часть 8. Защитники - 536. Всё, кроме дождя. Часть 9. Июньская правда - 537. Всё, кроме дождя. Часть 10. Принц света - 538. Стоя на краю - 539. Проблемы решая, прогресс совершаем - 540. Пятёрка мечей | - 531. Всё, кроме дождя. Часть 4. Тёмная сторона кровоточащей луны - 532. Всё, кроме дождя. Часть 5. Белый шум - 533. Всё, кроме дождя. Часть 6. Притяжение - 534. Всё, кроме дождя. Часть 7. Дыра порицания - 535. Всё, кроме дождя. Часть 8. Защитники - 536. Всё, кроме дождя. Часть 9. Июньская правда - 537. Всё, кроме дождя. Часть 10. Принц света - 538. Стоя на краю - 539. Проблемы решая, прогресс совершаем - 540. Пятёрка мечей | Название тома - Всё, кроме дождя Персонаж на обложке: - Масаки Куросаки                             | Название тома - Всё, кроме дождя Персонаж на обложке: - Масаки Куросаки                             |
| Во время боя с пустым появились Айдзэн, Ичимару и Тосэн. Айдзэн незаметно ранил Иссина, но его спасла Масаки, которая оказалась квинси. Однако с душой Масаки слилась душа пустого. Чтобы остановить пустофикацию, Иссин и жених Масаки Рюкен Исида принимают помощь Кискэ Урахары. С его помощью Иссин побеждает пустого и спасает Масаки. Иссин рассказывает, что 9 лет назад Масаки проиграла битву с пустым, а Канаэ Катагири умерла, потому что Яхве во время "священного отбора" отнял у них силу квинси. Урю Исида присоединяется к Яхве. Сюхей Хисаги достигает банкая. Комамура собирается научиться секретной технике своего клана. Маюри создаёт в своей лаборатории что-то живое. Сой Фон и Хицугая также тренируются. Ичиго возвращается в измерение короля душ и завершает тренировку с асаучи. Оэцу Нимайя начинает перековывать дзанпакто Ичиго. Оказывается что образ, который раньше подавался как Дзангецу — это лицо Яхве и сила квинси Ичиго. | | | | |

### Тома 61—70
| № | В Японии | В Японии | В России                                                                  | В России                                                                  |
| № | Дата публикации | ISBN | Дата публикации                                                           | ISBN                                                                      |
| --- | --- | --- | ------------------------------------------------------------------------- | ------------------------------------------------------------------------- |
| 61 | 4 декабря 2013 г. | ISBN 978-4-08-870818-8 |                                                                           |                                                                           |
| - 541. Меч и я - 2 - 542. Меч - это я - 543. Буквы - 544. Прогулки с наблюдателями - 545. Синие полосы - 546. Последние 9 дней - 547. Мир из теней - 548. Тонкий лёд - 549. Несущий бурю - 550. Пылающие пули | - 541. Меч и я - 2 - 542. Меч - это я - 543. Буквы - 544. Прогулки с наблюдателями - 545. Синие полосы - 546. Последние 9 дней - 547. Мир из теней - 548. Тонкий лёд - 549. Несущий бурю - 550. Пылающие пули | - 541. Меч и я - 2 - 542. Меч - это я - 543. Буквы - 544. Прогулки с наблюдателями - 545. Синие полосы - 546. Последние 9 дней - 547. Мир из теней - 548. Тонкий лёд - 549. Несущий бурю - 550. Пылающие пули | Название тома - Последние 9 дней Персонаж на обложке: - Дзангэцу          | Название тома - Последние 9 дней Персонаж на обложке: - Дзангэцу          |
| Яхве рассказывает Ичиго, что никогда не хотел, чтобы тот был синигами и старался подавить его потенциал, а пустой, находящийся внутри, каждый раз, когда Куросаки не хватало силы занпакто, когда его жизнь была в опасности, приходил на помощь. Но при всём этом Яхве очень гордится Ичиго. Ичиго Куросаки получает свои мечи: первый - воплощение сил пустого, второй - квинси. Тем временем, во дворце Вандеррейха Яхве объявляет Урю Исиду своим приёмником и присваивает ему букву «А». Рендзи и Рукия продолжают свою тренировку во Дворце Короля. Сюнсуй Кёраку посещает друзей и родных Ичиго в Каракуре, сказав им, что, возможно, с Ичиго им придётся расстаться. Но при этом он отдаёт им удостоверения Сообщества душ, чтобы те имели возможность навещать его в любое время. Используя тень квинси, Яхве, Урю и Хашвальт поменяли Сэйрэйтэй со штабом Ванденрейха местами, сказав, что через 9 дней они подчинят весь мир. Проводники душ, утратившие банкаи, совершенствовались для того, что бы и без них одолеть штернриттеров. В это же время 12 отряд и Кискэ Урахара пытаются найти способ возвращения банкаев хозяевам. Начинаются бои. Одними из первых в бой вступили капитан и лейтенант 10-го отряда Тосиро Хицугая и Рангику Мацумото. Их противником оказался штернритеер «Н» - Базз-Би. В это же время 2-й отряд начал свой бой. Сражение шло со штернриттером "К" - BG9. | | |                                                                           |                                                                           |
| 62 | 4 марта 2014 | ISBN 978-4-08-870850-8 |                                                                           |                                                                           |
| - 551. Горящее предложение - 552. Врождённая враждебность - 553. Ледяное распятие - 554. Свет отчаяния - 555. Герой - 556. Волчье проклятье - 557. Его жизнь уже отняли - 558. Сердце волка - 559. Под покровом ночи - 560. Буйство у ринга | - 551. Горящее предложение - 552. Врождённая враждебность - 553. Ледяное распятие - 554. Свет отчаяния - 555. Герой - 556. Волчье проклятье - 557. Его жизнь уже отняли - 558. Сердце волка - 559. Под покровом ночи - 560. Буйство у ринга | - 551. Горящее предложение - 552. Врождённая враждебность - 553. Ледяное распятие - 554. Свет отчаяния - 555. Герой - 556. Волчье проклятье - 557. Его жизнь уже отняли - 558. Сердце волка - 559. Под покровом ночи - 560. Буйство у ринга | Название тома - Сердце волка Персонаж на обложке: - Садзин Комамура       | Название тома - Сердце волка Персонаж на обложке: - Садзин Комамура       |
| Базз-Би побеждает Тосиро и готов нанести по нему фатальный удар, но неожиданно появляется Цан Ду и заменяет Базза. С помощью Синияку, препарата изобретённого Урахарой, капитаны возвращают свои банкаи. С помощью возвращённых банкаев, Тосиро побеждает Цана Ду, а Сой фон побеждает BG9. Бамбиетта сталкивается с Комамурой и Хирако, после чего побеждает последнего. Ичиго, окончив тренировку во дворце Короля душ, отправляется в Сэрэйтэй чтобы защитить его от второй атаки "Вандэрэйх". Комамура начинает сражение с Бамбиеттой, во время которого выясняется, что он принял человеческий облик, вырвав своё сердце и оставил его у дедушки, который научил его этой техники. С помощью новой силы и обновлённого банкая Комамура побеждает Бамбиетту, после чего снова становится волком. Хэшвольт после суда Яхвэ, убивает выживших BG9 и Цана Ду за их поражение. Кэнсэй и Роуз сталкиваются со штернриттером "S" - Маск де Маскулин. | | |                                                                           |                                                                           |
| 63 | 2 мая 2014 | ISBN 978-4-08-880055-4 |                                                                           |                                                                           |
| - 561. Злодей - 562. Злодей 2 - 563. Суперзвёзды никогда не умирают! - 564. Короли с красной щетиной - 565. Бог, подобный тебе - 566. Чего ты боишься? - 567. Танец с Белоснежкой - 568. Почувствуй. Страх. Сейчас. 2 - 569. Белый туман - 570. Ближе, ближе | - 561. Злодей - 562. Злодей 2 - 563. Суперзвёзды никогда не умирают! - 564. Короли с красной щетиной - 565. Бог, подобный тебе - 566. Чего ты боишься? - 567. Танец с Белоснежкой - 568. Почувствуй. Страх. Сейчас. 2 - 569. Белый туман - 570. Ближе, ближе | - 561. Злодей - 562. Злодей 2 - 563. Суперзвёзды никогда не умирают! - 564. Короли с красной щетиной - 565. Бог, подобный тебе - 566. Чего ты боишься? - 567. Танец с Белоснежкой - 568. Почувствуй. Страх. Сейчас. 2 - 569. Белый туман - 570. Ближе, ближе | Название тома - Почувствуй. Страх. Сейчас. Персонаж на обложке: - Эс Нот  | Название тома - Почувствуй. Страх. Сейчас. Персонаж на обложке: - Эс Нот  |
| Маск побеждает Роуза и Кэнсэя, после чего начинает сражение с Рэндзи. С помощью обновлённого банкая Соу Забимару, Рэндзи побеждает Маска. Хэшвольт раскрывает Урю, что все квинси имеют в себе часть души Яхвэ, и что если кто-нибудь из них умрёт, то душа, которую Яхвэ ему передал, вернётся к нему. Также он рассказывает, что выпив крови Яхвэ, Урю поглотил часть души Яхвэ. Рэндзи сталкивается со штернриттером "U" - НаНаНа Наджакуп. Рукия сталкивается с Эс Нот и начинает с ним сражение. Бякуя приходит на помощь к Рукии. С помощью своего банкая "Хакка но Тогамэ", Рукия побеждает Нота. На Исанэ и Ятиру нападает штернриттером "V" - Гвенаэль Ли. | | |                                                                           |                                                                           |
| 64 | 4 сентября 2014 | ISBN 978-4-08-880134-6 |                                                                           |                                                                           |
| - 571. Дьявольская перспектива - 572. Взрыватель - 573. Я — лезвие меча - 574. Смерть в видении - 575. Сильнейшие убийцы - 576. Сильнейшие убийцы 2 - 577. Меч - 578. Бессмертный 5 - 579. Бессмертный 6 - 580. Свет | - 571. Дьявольская перспектива - 572. Взрыватель - 573. Я — лезвие меча - 574. Смерть в видении - 575. Сильнейшие убийцы - 576. Сильнейшие убийцы 2 - 577. Меч - 578. Бессмертный 5 - 579. Бессмертный 6 - 580. Свет | - 571. Дьявольская перспектива - 572. Взрыватель - 573. Я — лезвие меча - 574. Смерть в видении - 575. Сильнейшие убийцы - 576. Сильнейшие убийцы 2 - 577. Меч - 578. Бессмертный 5 - 579. Бессмертный 6 - 580. Свет | Название тома - Смерть в видении Персонаж на обложке: - Грэмми Тумо       | Название тома - Смерть в видении Персонаж на обложке: - Грэмми Тумо       |
| Ятиру, с помощью своего дзанпакто Санпо Кэнджу, побеждает Гвенаэль, после чего его убивает штернриттер "V" - Грэмми Тумо. Грэмми сильно ранит Исанэ и Ятиру, однако появляется Дзараки и начинает сражение с Грэмми. Грэмми атакует Дзараки своими сильными атаками, но тот отражает их, после чего он посылает на него метеорит, но тот разрубает его с помощью своего дзанпакто Нозараси. Грэмми пытается представить, что он в теле Дзараки, но понимая, что оно не приспособлено для него, умирает. На 11 отряд нападают штернритеры Лильтотто Лэмпард, Менина МакЭллон, Кандиса Кэтнипп и Жизель Жевель, после чего они тяжело ранят Дзараки, однако в небе появляется взрыв, след которого образует Удостоверение временного синигами. | | |                                                                           |                                                                           |
| 65 | 3 октября 2014 | ISBN 978-4-08-880191-9 |                                                                           |                                                                           |
| - 581. Герой 2 - 582. Заблудшая звезда - 583. Заблудшая звезда 2 - 584. Заблудшая звезда 3 - 585. Заблудшая звезда 4 - 586. Заблудшая звезда 5 - 587. Заблудшая звезда 6 - 588. Заблудшая звезда 7 - 589. Проект "Падающая звезда" (Оправданное и не очень доверие) - 590. Марш зомби - 591. Марш зомби 2 | - 581. Герой 2 - 582. Заблудшая звезда - 583. Заблудшая звезда 2 - 584. Заблудшая звезда 3 - 585. Заблудшая звезда 4 - 586. Заблудшая звезда 5 - 587. Заблудшая звезда 6 - 588. Заблудшая звезда 7 - 589. Проект "Падающая звезда" (Оправданное и не очень доверие) - 590. Марш зомби - 591. Марш зомби 2                                                          | - 581. Герой 2 - 582. Заблудшая звезда - 583. Заблудшая звезда 2 - 584. Заблудшая звезда 3 - 585. Заблудшая звезда 4 - 586. Заблудшая звезда 5 - 587. Заблудшая звезда 6 - 588. Заблудшая звезда 7 - 589. Проект "Падающая звезда" (Оправданное и не очень доверие) - 590. Марш зомби - 591. Марш зомби 2                                                          | Название тома - Марш зомби Персонаж на обложке: - Жизель Жевель           | Название тома - Марш зомби Персонаж на обложке: - Жизель Жевель           |
| Ичиго прибывает в Сэрэйтэй и начинает сражение с Лильтотто Лэмпард, Менина МакЭллон, Кандиса Кэтнипп и Жизель Жевель, которых он с лёгкостью побеждает. Позже на поле боя приходят Базз-Би, Нанана Наджакуп, ПеПе Ваккабрада и Роберт Акутронэ. Яхвэ связывается с Куросаки и говорит, что он с помощью одежды 0 отряда открыл ему портал во дворец Короля душ. На поле битвы прибывают Рукия, Бякуя, Рэндзи, Иккаку, Юмитика и Хисаги. Синигами начинают сражение с квинси, а Ичиго направляется к Яхвэ, чтобы остановить его. Найдя Яхвэ, Ичиго впадает в шок, после того как увидел, что к нему присоединился Урю. Ичиго пытается образумить друга, однако тот не слушает его и запускает в него стрелы, которые отражает прибывшая вместе с Садо Орихиме. Урю, Яхвэ и Хэшвольтом покидают Сэрэйтэй и прибывают во дворец Короля душ. С помощью Урахары Ичиго вместе с Орихиме, Садо и Ёруити Сихон отправляются вслед за ними. Тэндзиро Кириндзи начинает сражение с Яхвэ. С помощью своей способности Жизель Жевель воскрешает Бамбиетту и начинает сражение с Иккаку и Юмитикой и побеждает их. Маюри прибывает на поле боя и начинает сражение с Жизель, в ходе которого Жизель использует своих зомби, а Маюри воскрешает арранкаров: Шарлотта Кулхорн, Луппи Антенор, Дордони Алессандро дель Сокаччио и Чируччи Сандервиччи, тела которых он нашёл в лаборатории покойного Заэльапорро Гранца. Арранкары побеждают зомби Жизель, в том числе и Бамбиетту, которую убивает с помощью серо Шарлотта, после чего Жизель призывает на поле боя зомби Тосиро Хицугаи - капитана 10-го отряда. | | |                                                                           |                                                                           |
| 66 | 5 января 2015 | ISBN 978-4-08-880221-3 |                                                                           |                                                                           |
| - 592. Марш зомби 3 - 593. Марш зомби 4 - 594. Резиновые куклы - 595. Резиновые куклы 2 - 596. Резиновые куклы 3 - 597. Обветренный тенью - 598. Проект "Падающая звезда" (Мы лишь должны победить тебя) - 599. Слишком рано для победы – слишком поздно, чтобы узнать - 600. Снайпер - 601. Грань на Вермильоне | - 592. Марш зомби 3 - 593. Марш зомби 4 - 594. Резиновые куклы - 595. Резиновые куклы 2 - 596. Резиновые куклы 3 - 597. Обветренный тенью - 598. Проект "Падающая звезда" (Мы лишь должны победить тебя) - 599. Слишком рано для победы – слишком поздно, чтобы узнать - 600. Снайпер - 601. Грань на Вермильоне                                                   | - 592. Марш зомби 3 - 593. Марш зомби 4 - 594. Резиновые куклы - 595. Резиновые куклы 2 - 596. Резиновые куклы 3 - 597. Обветренный тенью - 598. Проект "Падающая звезда" (Мы лишь должны победить тебя) - 599. Слишком рано для победы – слишком поздно, чтобы узнать - 600. Снайпер - 601. Грань на Вермильоне                                                   | Название тома - Простите, но я силён Персонаж на обложке: - Оэцу Нимайя   | Название тома - Простите, но я силён Персонаж на обложке: - Оэцу Нимайя   |
| Маюри с помощью Арранкаров и своего специального наркотика одолевает зомби Тосиро, Рангику, Кенсея и Родзюро, подчиняет их себе и побеждает Жизель. Бякуя, сразивший НаНаНу, Аккутрона и Кэндис, сталкивается с ПеПе Ваккабрадой, чей шрифт «Любовь» даёт ему способность подчинять своей воле всё, что обладает душой, подчинив Менину, Хисаги и Сенбоезакуру Бякуи. Подчинённый зомби Кенсей откидывает ПеПе на большое расстояние, после чего Лильтотто съедает его за попытку убить её. Тем временем, Яхвэ, Хашвальт и Штернритерры «C», «D», «M», «W» и «X» прибывают в Дворец Короля Душ. «W» Нианзоль Вайзоль оказывается убит Сэндзюмарой Сютара, пока Гандзю Сиба присоединяется с Ичиго к Яхвэ. Нимая Оэцу с лёгкостью убивает Гвардию Яхвэ, всех, кроме Асина Накк ле Варра. | | |                                                                           |                                                                           |
| 67 | 3 апреля 2015 | ISBN 978-4-08-880327-2 |                                                                           |                                                                           |
| - 602. Смертельная доза - 603. Что за чёрт - 604. Воскрешение - 605. Не называй меня по имени - 606. Божественное подразделение - 607. Хозяин - 608. Темнее чёрного - 609. А - 610. Мавзолей черепов - 611. Смерть короля душ | - 602. Смертельная доза - 603. Что за чёрт - 604. Воскрешение - 605. Не называй меня по имени - 606. Божественное подразделение - 607. Хозяин - 608. Темнее чёрного - 609. А - 610. Мавзолей черепов - 611. Смерть короля душ | - 602. Смертельная доза - 603. Что за чёрт - 604. Воскрешение - 605. Не называй меня по имени - 606. Божественное подразделение - 607. Хозяин - 608. Темнее чёрного - 609. А - 610. Мавзолей черепов - 611. Смерть короля душ | Название тома - Чёрный Персонаж на обложке: - Ичибей Хёсубе               | Название тома - Чёрный Персонаж на обложке: - Ичибей Хёсубе               |
| Оэцу добивает Аскина. Внезапно Яхвэ использует Аусвайлен и забирает силы у своих подчинённых, воскрешая Перниду Парнкджаса, Аскина, Жерара Валькирия и Лиллье Барро. Они разбираются с Нулевым Отрядом за исключением Ичибея Хьёсубе, который сражается с Яхвэ. Он почти побеждает, но Яхвэ оказывается сильнее и разрывает его на куски. Прибывший Ичиго произносит имя Ичибея и тот восстанавливается за считанные секунды. Он просит Ичиго остановить Яхвэ, который в это время пронзает Короля Душ... | | |                                                                           |                                                                           |
| 68 | 3 июля 2015 | ISBN 978-4-08-880423-1 |                                                                           |                                                                           |
| - 612. Грязно - 613. Обыкновенный мир - 614. Убить короля - 615. Всё пропало - 616. Господин Мимихаге - 617. Возвращение бога - 618. Тёмная Рука - 619. Предатель - 620. На чьей ты стороне - 621. Тёмный занавес - 622. Агония | - 612. Грязно - 613. Обыкновенный мир - 614. Убить короля - 615. Всё пропало - 616. Господин Мимихаге - 617. Возвращение бога - 618. Тёмная Рука - 619. Предатель - 620. На чьей ты стороне - 621. Тёмный занавес - 622. Агония | - 612. Грязно - 613. Обыкновенный мир - 614. Убить короля - 615. Всё пропало - 616. Господин Мимихаге - 617. Возвращение бога - 618. Тёмная Рука - 619. Предатель - 620. На чьей ты стороне - 621. Тёмный занавес - 622. Агония | Название тома - Обыкновенный мир Персонаж на обложке: - Аскин Накк ле Вар | Название тома - Обыкновенный мир Персонаж на обложке: - Аскин Накк ле Вар |
| 69 | 4 августа 2015 | ISBN 978-4-08-880460-6 |                                                                           |                                                                           |
| - 623. Против правосудия - 624. Клык - 625. Ягуар во плоти - 626. Божественное перерождение - 627. Сотворение - 628. Новые мировые порядки - 629. Солнечные врата - 630. Двойные сумерки - 631. Друг - 632. Друг 2 | - 623. Против правосудия - 624. Клык - 625. Ягуар во плоти - 626. Божественное перерождение - 627. Сотворение - 628. Новые мировые порядки - 629. Солнечные врата - 630. Двойные сумерки - 631. Друг - 632. Друг 2 | - 623. Против правосудия - 624. Клык - 625. Ягуар во плоти - 626. Божественное перерождение - 627. Сотворение - 628. Новые мировые порядки - 629. Солнечные врата - 630. Двойные сумерки - 631. Друг - 632. Друг 2 | Название тома - Против правосудия Персонаж на обложке: - Базз Би          | Название тома - Против правосудия Персонаж на обложке: - Базз Би          |
| 70 | 4 ноября 2015 | ISBN 978-4-08-880497-2 |                                                                           |                                                                           |
| - 633. Друг 3 - 634. Друг 4 - 635. Загадка под капюшоном - 636. Чувствительный монстр - 637. Детка, держи себя в руках - 638. Кипящая злоба и полная комедия - 639. Детка, держи себя в руках 2 - 640. Детка, держи себя в руках 3 (Безумная колыбельная № 7) - 641. Детка, держи себя в руках 4 (Когда я сплю) - 642. Детка, держи себя в руках 5 (Глаза открыты) | - 633. Друг 3 - 634. Друг 4 - 635. Загадка под капюшоном - 636. Чувствительный монстр - 637. Детка, держи себя в руках - 638. Кипящая злоба и полная комедия - 639. Детка, держи себя в руках 2 - 640. Детка, держи себя в руках 3 (Безумная колыбельная № 7) - 641. Детка, держи себя в руках 4 (Когда я сплю) - 642. Детка, держи себя в руках 5 (Глаза открыты) | - 633. Друг 3 - 634. Друг 4 - 635. Загадка под капюшоном - 636. Чувствительный монстр - 637. Детка, держи себя в руках - 638. Кипящая злоба и полная комедия - 639. Детка, держи себя в руках 2 - 640. Детка, держи себя в руках 3 (Безумная колыбельная № 7) - 641. Детка, держи себя в руках 4 (Когда я сплю) - 642. Детка, держи себя в руках 5 (Глаза открыты) | Название тома - Друг Персонаж на обложке: - Юграм Хашвальт                | Название тома - Друг Персонаж на обложке: - Юграм Хашвальт                |

### Тома 71—74
| № | В Японии | В Японии | В России                                                                                | В России                                                                                |
| № | Дата публикации | ISBN | Дата публикации                                                                         | ISBN                                                                                    |
| --- | --- | --- | --------------------------------------------------------------------------------------- | --------------------------------------------------------------------------------------- |
| 71 | 4 марта 2016 | ISBN 978-4-08-880604-4 |                                                                                         |                                                                                         |
| - 643. Детка, держи себя в руках 6 (В ожидании любви) - 644. Детка, держи себя в руках 7 (Не прерывай мой сон) - 645. Не гонись за тенью - 646. Второй глаз - 647. Театр суицида - 648. Театр суицида 2 - 649. Театр суицида 3 - 650. Театр суицида 4 - 651. Театр суицида 5 - 652. Театр суицида 6 | - 643. Детка, держи себя в руках 6 (В ожидании любви) - 644. Детка, держи себя в руках 7 (Не прерывай мой сон) - 645. Не гонись за тенью - 646. Второй глаз - 647. Театр суицида - 648. Театр суицида 2 - 649. Театр суицида 3 - 650. Театр суицида 4 - 651. Театр суицида 5 - 652. Театр суицида 6 | - 643. Детка, держи себя в руках 6 (В ожидании любви) - 644. Детка, держи себя в руках 7 (Не прерывай мой сон) - 645. Не гонись за тенью - 646. Второй глаз - 647. Театр суицида - 648. Театр суицида 2 - 649. Театр суицида 3 - 650. Театр суицида 4 - 651. Театр суицида 5 - 652. Театр суицида 6 | Название тома - Детка, держи себя в руках Персонаж на обложке: - Нэму Куроцути          | Название тома - Детка, держи себя в руках Персонаж на обложке: - Нэму Куроцути          |
| 72 | 2 мая 2016 | ISBN 978-4-08-880649-5 |                                                                                         |                                                                                         |
| - 653. Театр суицида 7 - 654. Восставший из мёртвых - 655. Чудо - 656. Бог грома - 657. Бог грома 2 - 658. Роковые ошибки ведут к смерти - 659. Да пребудет холод - 660. Очевидный ответ - 661. Мои последние слова - 662. Бог грома 3 - 663. Бог грома 4                                           | - 653. Театр суицида 7 - 654. Восставший из мёртвых - 655. Чудо - 656. Бог грома - 657. Бог грома 2 - 658. Роковые ошибки ведут к смерти - 659. Да пребудет холод - 660. Очевидный ответ - 661. Мои последние слова - 662. Бог грома 3 - 663. Бог грома 4                                           | - 653. Театр суицида 7 - 654. Восставший из мёртвых - 655. Чудо - 656. Бог грома - 657. Бог грома 2 - 658. Роковые ошибки ведут к смерти - 659. Да пребудет холод - 660. Очевидный ответ - 661. Мои последние слова - 662. Бог грома 3 - 663. Бог грома 4                                           | Название тома - Мои последние слова Персонаж на обложке: - Урю Исида                    | Название тома - Мои последние слова Персонаж на обложке: - Урю Исида                    |
| 73 | 4 июля 2016 | ISBN 978-4-08-880684-6 |                                                                                         |                                                                                         |
| - 664. Яд - 665. Рассечение Принцессы - 666. Опустевший зал храма марионеток - 667. Быстрее, громче, сильнее - 668. Больше, быстрее, сильнее - 669. Лезвие 2 - 670. Совершенный багрянец - 671. Совершенный багрянец 2 - 672. Сын Тьмы - 673. Отец - 674. Отец 2                                    | - 664. Яд - 665. Рассечение Принцессы - 666. Опустевший зал храма марионеток - 667. Быстрее, громче, сильнее - 668. Больше, быстрее, сильнее - 669. Лезвие 2 - 670. Совершенный багрянец - 671. Совершенный багрянец 2 - 672. Сын Тьмы - 673. Отец - 674. Отец 2                                    | - 664. Яд - 665. Рассечение Принцессы - 666. Опустевший зал храма марионеток - 667. Быстрее, громче, сильнее - 668. Больше, быстрее, сильнее - 669. Лезвие 2 - 670. Совершенный багрянец - 671. Совершенный багрянец 2 - 672. Сын Тьмы - 673. Отец - 674. Отец 2                                    | Название тома - Пылающее сражение Персонаж на обложке: - Рэндзи Абараи                  | Название тома - Пылающее сражение Персонаж на обложке: - Рэндзи Абараи                  |
| 74 | 4 ноября 2016 | ISBN 978-4-08-880774-4 |                                                                                         |                                                                                         |
| - 675. Кровь для моей кости - 676. Рог спасения - 677. Рог спасения 2 - 678. Будущее во мраке - 679. Конец - 680. Конец 2 - 681. Конец двух миров - 682. Конец двухстороннего мира - 683. Конец тьмы двух миров - 684. Клинок - 685. Идеальный конец! - 686. Смерть и клубника                      | - 675. Кровь для моей кости - 676. Рог спасения - 677. Рог спасения 2 - 678. Будущее во мраке - 679. Конец - 680. Конец 2 - 681. Конец двух миров - 682. Конец двухстороннего мира - 683. Конец тьмы двух миров - 684. Клинок - 685. Идеальный конец! - 686. Смерть и клубника                      | - 675. Кровь для моей кости - 676. Рог спасения - 677. Рог спасения 2 - 678. Будущее во мраке - 679. Конец - 680. Конец 2 - 681. Конец двух миров - 682. Конец двухстороннего мира - 683. Конец тьмы двух миров - 684. Клинок - 685. Идеальный конец! - 686. Смерть и клубника                      | Название тома - Смерть и клубника Персонажи на обложке: - Ичиго Куросаки - Рукия Кучики | Название тома - Смерть и клубника Персонажи на обложке: - Ичиго Куросаки - Рукия Кучики |

## Комментарии
1. ↑  В первом томе русскоязычного издании манги от «Комикс-Арт» ошибочно записан как Титэ Кубо, но яп. 帯人 читается Тайто (/tаɪtoʊ/).
2. ↑  Обыгрывается коронная фраза Дона Канондзи: «Spirits are always with you!» (англ. духи всегда с вами!).